# 廣州東站
廣州東站，前身为天河站，廣州市民常直呼其為東站，是廣深鐵路一個重要車站。车站位於中国廣東省廣州市天河區林和街道，林和西路与林和中路之间。广州东站隶属中国铁路广州局集团有限公司属下的广深铁路股份有限公司广州车站，现为特等站。
广州东站每天接发旅客列车逾230趟，其中超过180趟为廣深城际列车「和谐号」，實行公交化運營，發車間隔約5至10分鐘；其余为開往广东省内乃至全国各地的長途列車。

## 歷史

### 背景
20世纪初，广九铁路、粤汉铁路广州—韶关段先后修建、通车，初期两路并不互通，独立运营。民国25年（1936年）粤汉铁路全线通车后，英国为进一步扩大在地区的政治、经济影响，极力谋求将广九与粤汉两线接轨，遭到广州市商界人士的坚决反对。至民国26年（1937年）1月，国民政府开始修筑由西联站（今棠溪站），经沙河、石牌、鱼珠至黄埔港的黄埔支线，但并未铺轨。同年7月，发生了卢沟桥事变，中国抗日战争全面爆发。1937年8月，国民政府为获得英美两国的援助，答应连通广九、粤汉两路，利用原设计修筑黄埔支线的一段路基，修建粤汉铁路西联站至广九铁路石牌附近的一段铁路，称为“广北联络线”，同年8月20日通车，全长14公里。

### 建站
民国27年（1938年）10月21日，日军南下侵占广州，属于国民革命军的军民两用机场——天河机场也被占领，成为侵华日军的空军基地。为了满足战争需要，日军于民国29年（1940年）开始大规模扩建天河机场。由于机场占地面积扩大，工程同时拆迁了广九铁路东山至石牌间3公里线路，由东山改绕永村、沙河至石牌，在与广北联络线接轨处设天河站。至此，广九铁路较原有旧线延长了3.235公里，广九铁路华段总长改为146公里。广北联络线也相应缩短为广北至天河的联络线，长为9.6公里。当时的天河站仅仅是一个小规模的中途站，只有两条股道和一座小平房，进行客货运输。

### 改造

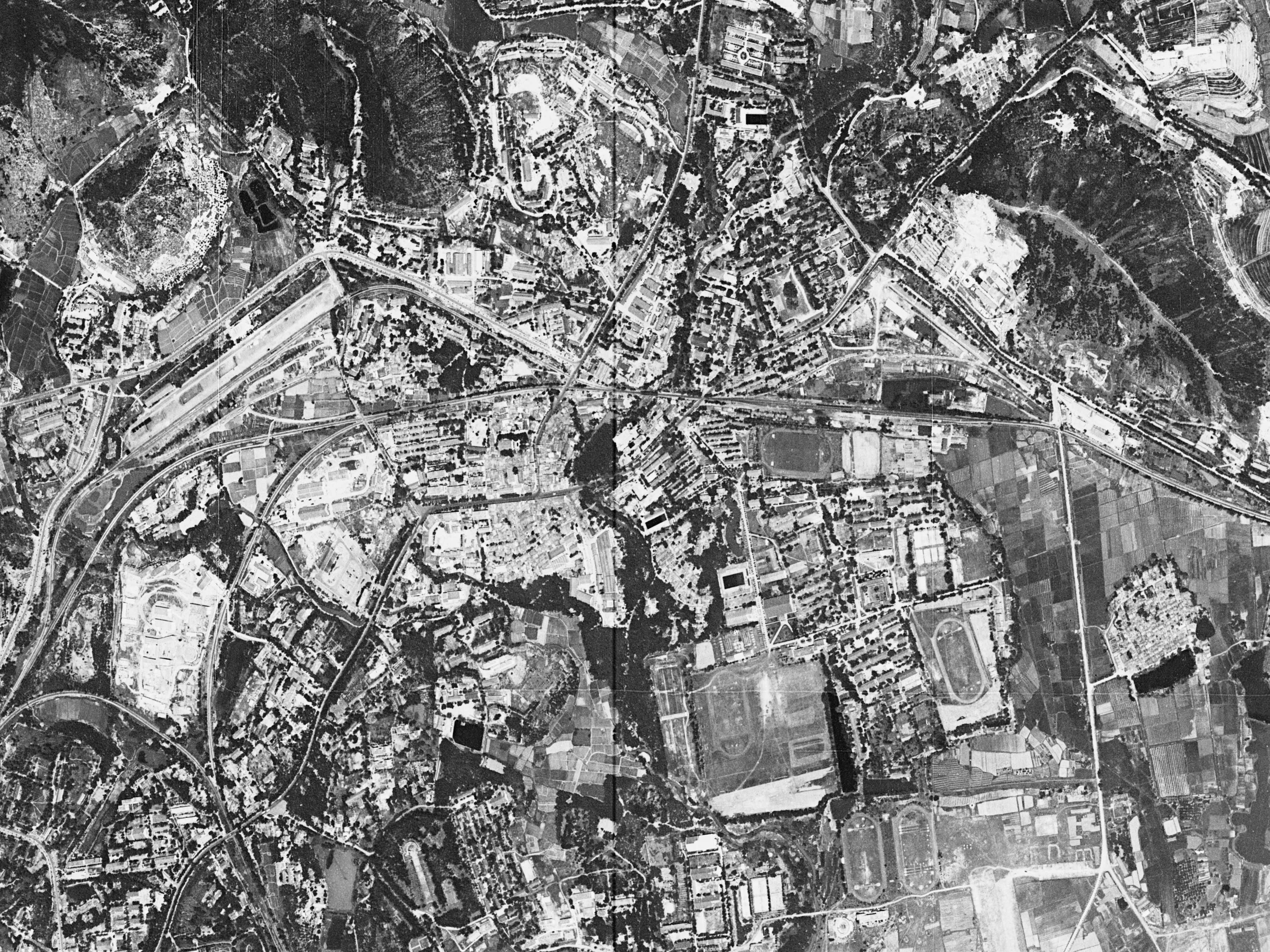
天河站（右）、沙河货场（左）及周边卫星图（1966年）

中华人民共和国成立以后，广九铁路华段改称广深铁路，铁路部门加强整修线路，提高线路标准。1953年，天河站扩建两条股道，增加至四条股道。1970年代，天河站开发综合性货场，又增建5条股道，成为以货运为主的车站。随着新广州站（广州新客站，位于越秀公園附近）于1974年建成使用，广深铁路广州段起点由原广州站（大沙头站）改成新广州站。在1986年之前，天河站只是广深线上一个四等车站，每天只有一对客运慢车经过停靠；但货运业务却相当忙碌，当时天河站设有沙河货场，每天装卸货物常常达到150多车，包括有整车货物、军运物资、大件货物以及散件货物等。
在1983年，广州承办了1987年第六届全国运动会（六运会），并建设天河体育中心作为六运会会场。由于从广州站到天河体育中心的路程较长，于是开始考虑在天河体育中心附近建设一个铁路客运站，作为六运会的配套设施。但当时一些官员认为一座城市只能有一个铁路客运站，于是这一计划迟迟未能实施。直到1987年初，在六运会开幕前的半年时间里，天河站的改造工程才配合广深铁路复线建设匆忙动工，于半年时间内修建了两层车站楼房和一系列站台，在六运会开幕之前作为配套设施投入使用。
由于当时很多旅客不清楚天河站实际上位于广州市天河区，大多数均购买直达广州站的车票，经铁道部批准，于1988年4月1日，天河站更名为广州东站，成为广深线旅客列车第二始发终到站。截至1989年底，广州东站为三等客货运车站，共有23条股道，其中正线2股、到发线5股、牵出线3股、货物线13股，并拥有5个仓库、1个露天货场。客运设施包括了候车室、售票处、行包仓库等，总面积达3867平方米。每天停靠5对客车，每年发送货物4万吨。

### 重建

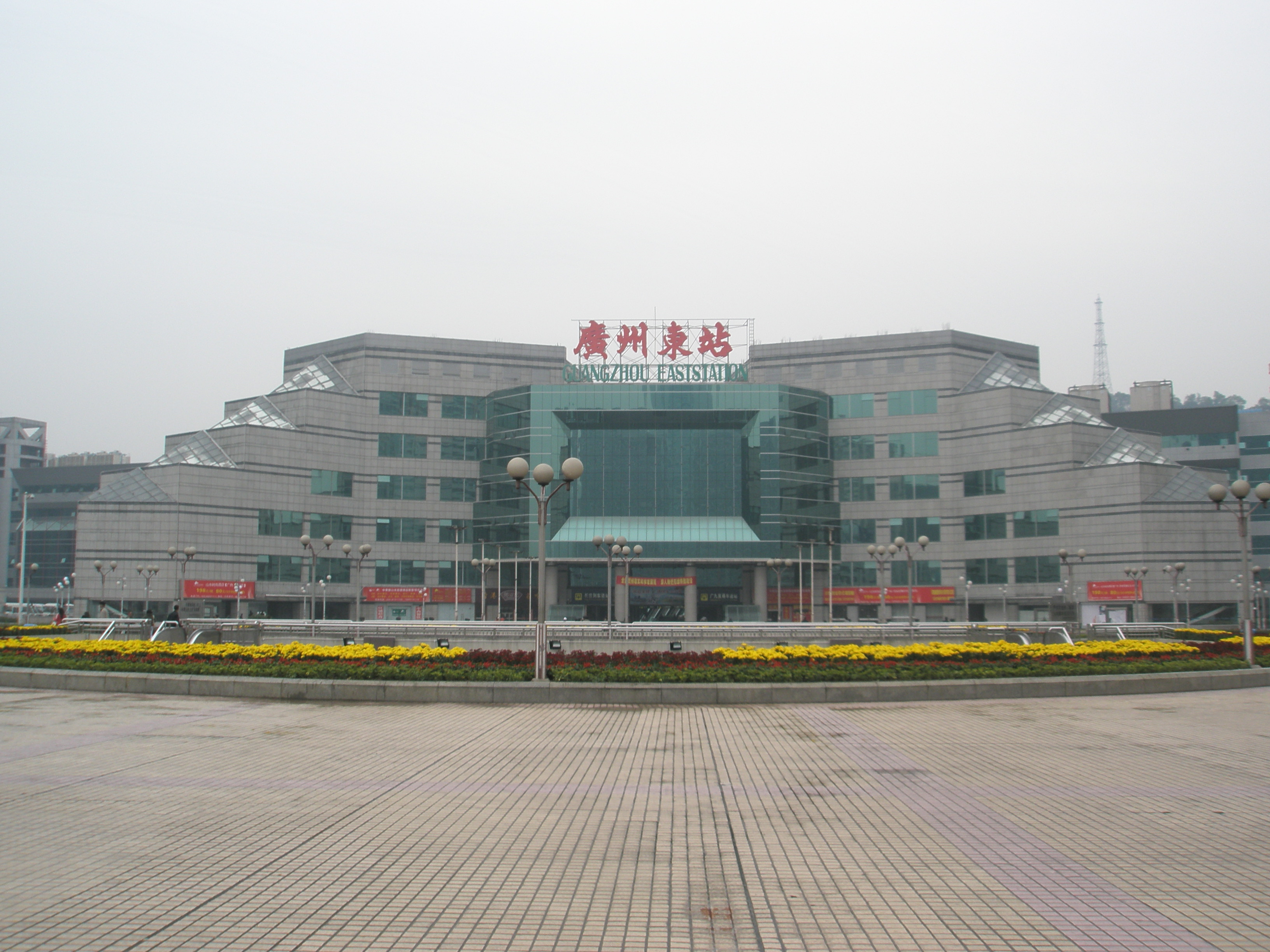
修建水幕之前的广州东站站房，2008年

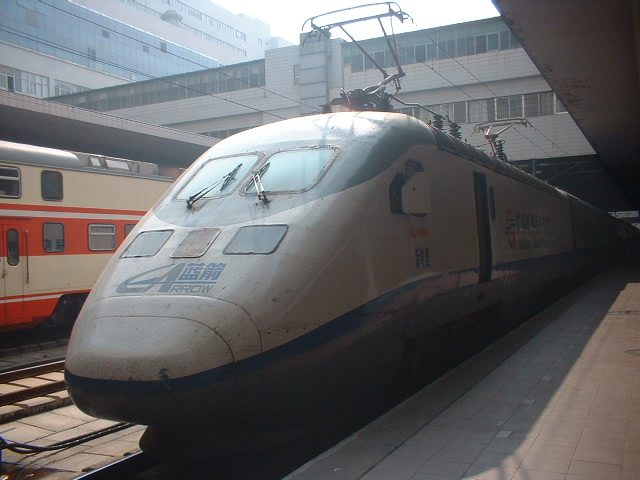
蓝箭动车组停靠，2006年

由1980年代末开始，由于深圳经济特区的迅速发展，广深铁路的客流量也连年上升。但当时广州东站的规模仍然不大，只有两个客运站台，广深之间每天对开七趟列车，根本无法满足客流需要，再加上当时广深高速公路正在修建中，公路交通非常不方便，更多人选择铁路交通，进一步推高了需求。为增强广深线的运送能力，广州市政府、铁道部、广深铁路公司等方面于1992年决定扩建广州东站。广州东新客站于1993年6月开始动工，而工程期间车站还保持正常的客运功能。1996年1月，广州东站国内候车大厅完工，同年3月部分投入使用。1996年9月，廣州東新客站全面落成，建设规模仅次于当时全国最大的北京西站，共有16条股道，旅客站台5个，日运送客流量提高到四万至五万人次以上。同年，经铁道部（《铁计函【1991】297号》文）批准，广九直通车从1996年9月28日起改为自广州东站到发，并于站内设广州天河铁路客运口岸。
新广州东站启用后，由于站内开始了廣州地鐵一號線的施工，站外的公共汽车站也在进一步完善中，因此在前几年时间里，旅客会觉得东站仍然处于施工的状态。至1999年6月，地铁一号线通車，旅客可以经地铁广州东站换乘地鐵前往人民公園、沙面及芳村一帶，而地鐵站出入口也位於車站售票大堂內。
2002年，广州市评选“新世纪羊城八景”，广州东站由于背靠中信广场，以及站前的大面积绿化广场、大型水幕瀑布构成“天河飘绢”景观，配以花坛、雕塑、水景，体现了广州现代化国际城市的都市风采，因此“东站广场水景瀑布”被列入新世纪羊城八景，并成为广州近年来兴起的旅游景点。

### 更新
2004年至2006年期间，广州东站进行了一场大规模更新改造，改造后的广州东站有12个候车室，候车面积达16000多平方米，可同时容纳2万名旅客进站候车。为方便旅客进站乘车，车站安装了56部扶手电梯及7部残疾人士电梯。四楼长途列车候车室也经过全面装修，总面积达近5000平方米，加设了超市、厕所、残疾人厕所、吸烟区等服务设施。同时为配合2007年4月开始的中国铁路第六次大提速后密集开行广深城际列车的需要，新建了一个岛式站台（5号）。
2010年，为配合广州亚运会的举办，广州东站对站前广场进行了改造。按中轴线北段整体城市设计，进行二层平台、东站入口区改造及东站局部外立面整治工程，改造面积合共11.36公顷。其中，站前二层广场上增加了一个20多米高、总面积8352平方米的波浪形透明天幕。并在二层广场加开了四个天窗，让阳光直接投射到下面的出租车和汽车车道，改变以前站前车道闷热、阴暗的环境。
2019年，为迎接穗深城际铁路接入，广州东站计划进行改造工程。改造项目包括在四楼新设立面积1005平方米的穗深城际候车室，2号站台抬高改造、3、4、7站台铺面及雨棚修缮等项目。
2021年7月起，广州东站不再办理货运业务，成为纯客运车站。

## 车站结构
广州东站整体由站前广场、客运楼、塔楼、站场四部分组成，采用非对称布局，总占地面积41万平方米。站前广场由高架人行广场层、机动车层及地下三层组成；客运楼总建筑面积114197平方米，由客运、直通车联检和商业场地等组成。客流组织上，广州东站采取“高进、低出”的方式，但在非春运期间只开放分布一层大厅在各个方向的1、2、5、7号4个进站门。
广州东站共有8个候车室，按用途分为四类，以分流不同列车旅客的进站流程。现时共有三个候车室投入服务。

### 第一候车室（广深候车室）
第一候车室位于车站一层，供广深城际动车组列车的乘客使用，此前部分沿广深铁路行走的普速列车及穗深城际列车亦使用此候车室。其面积1,056平方米，可同时容纳486人候车；设有地道通往广州东站各站台。此外，在第一候车室西侧为出站区域，除广九直通车外所有到达广州东站的旅客均由此出站。出站大厅设有两条出站地道连接各站台，宽度分别为6米和8米。

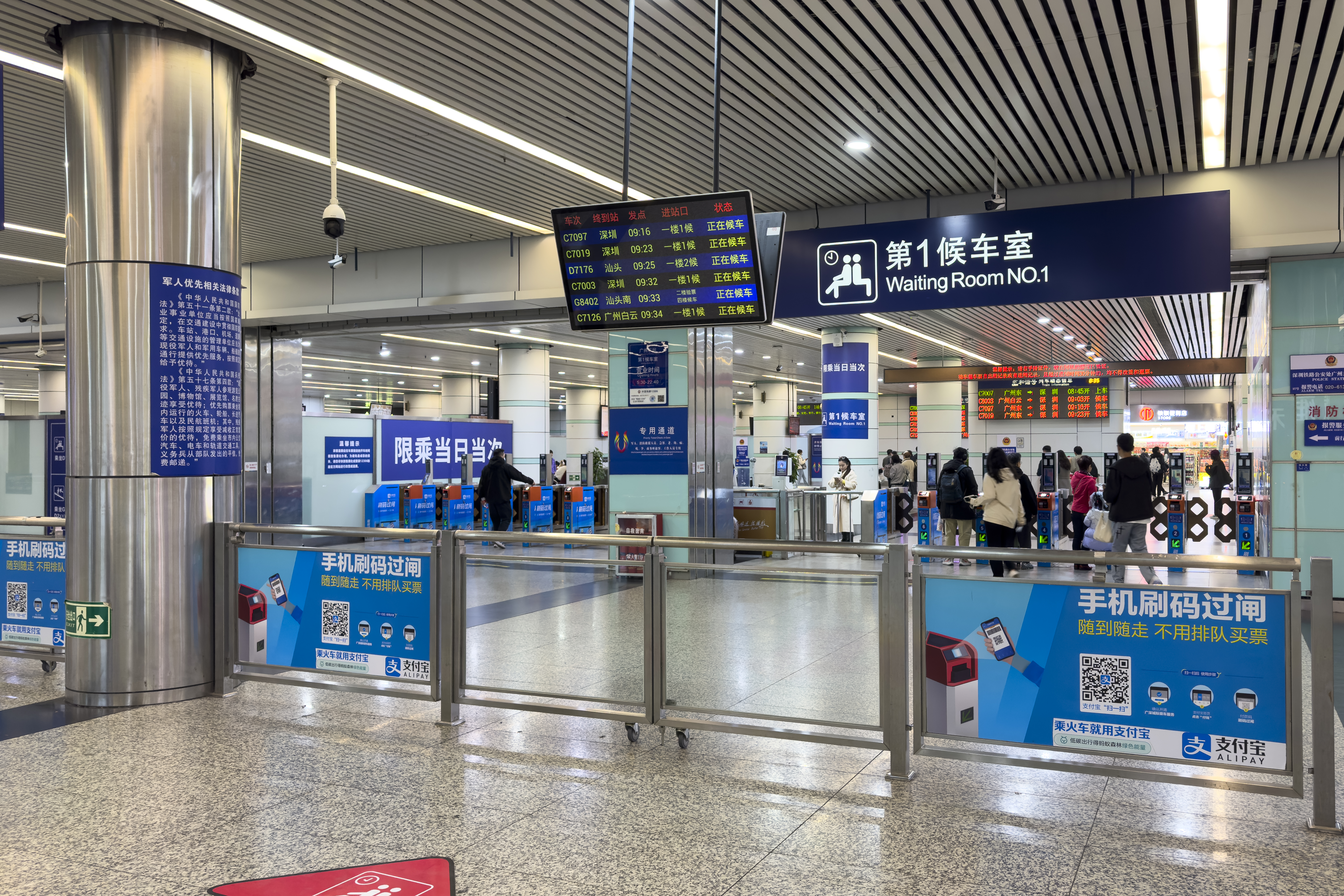
广深候车室入口
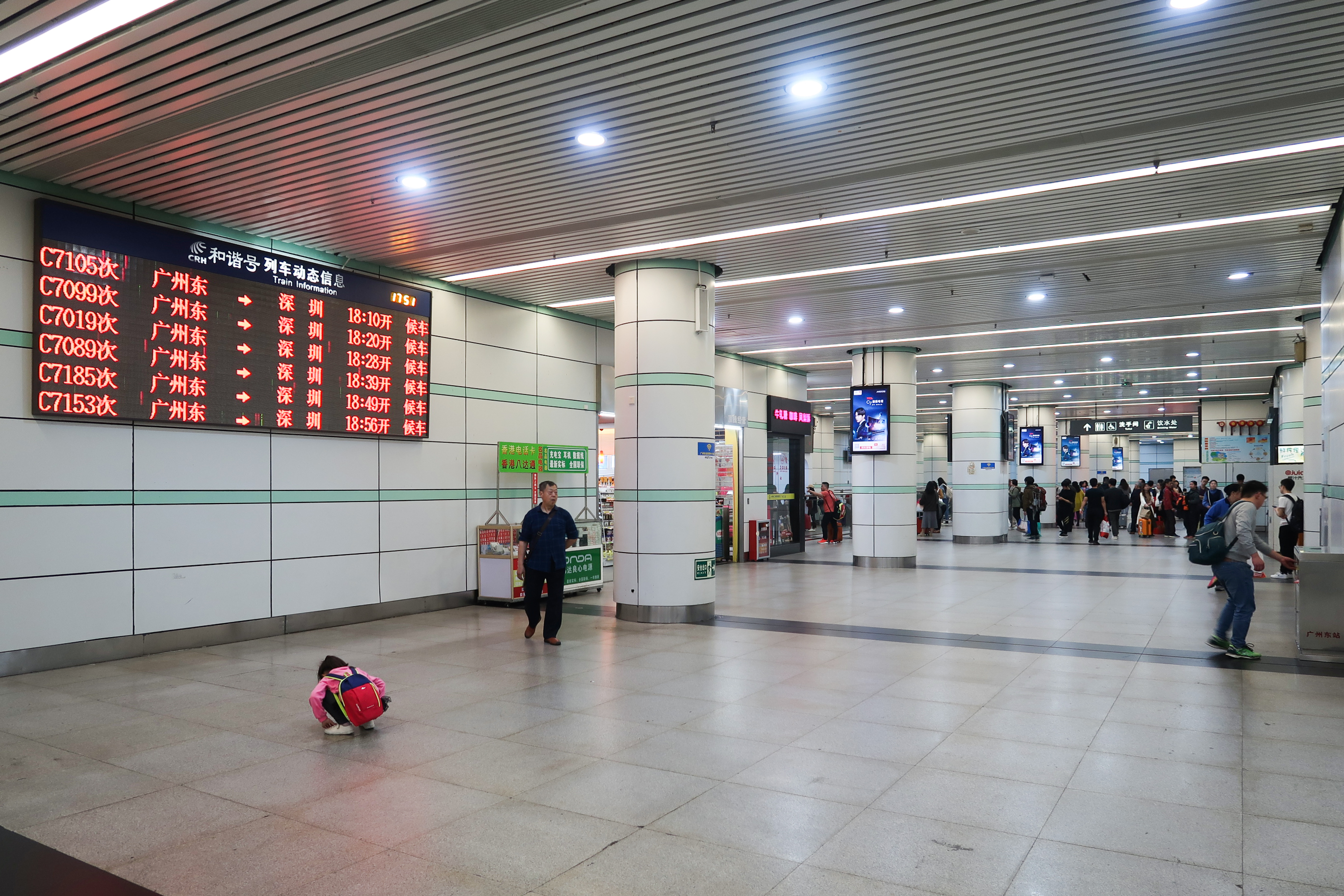
广深候车室大堂
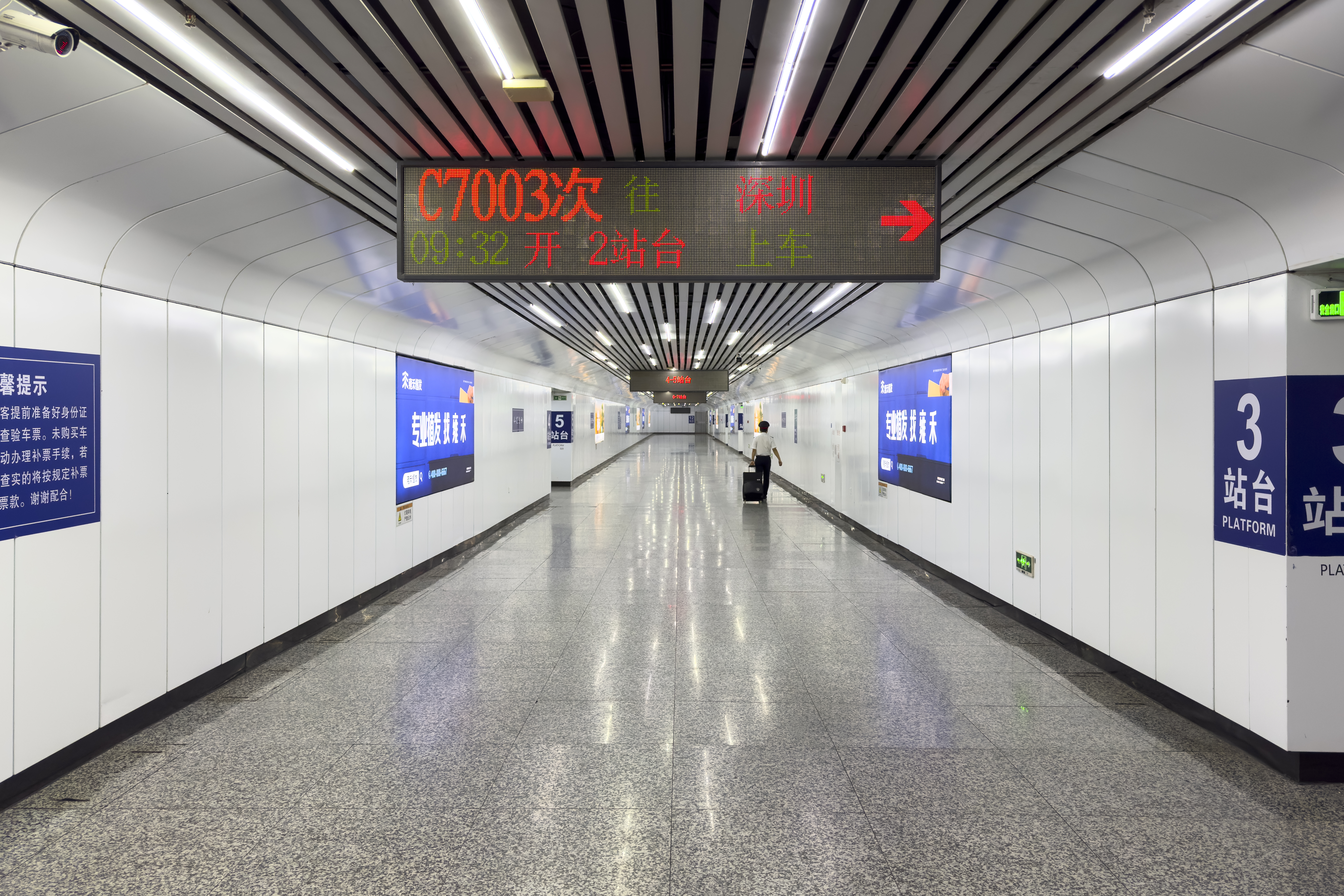
广深候车室进站地道

### 第二候车室（潮汕候车室）
潮汕、梅州方向动车组原使用二楼的第八候车室，2019年改为使用一楼的第二候车室。该候车室由行李房改造而来，面积2,300平方米，可容纳3,000人候车。其进站地道位于站台最东端，由原行包通道改造而成。

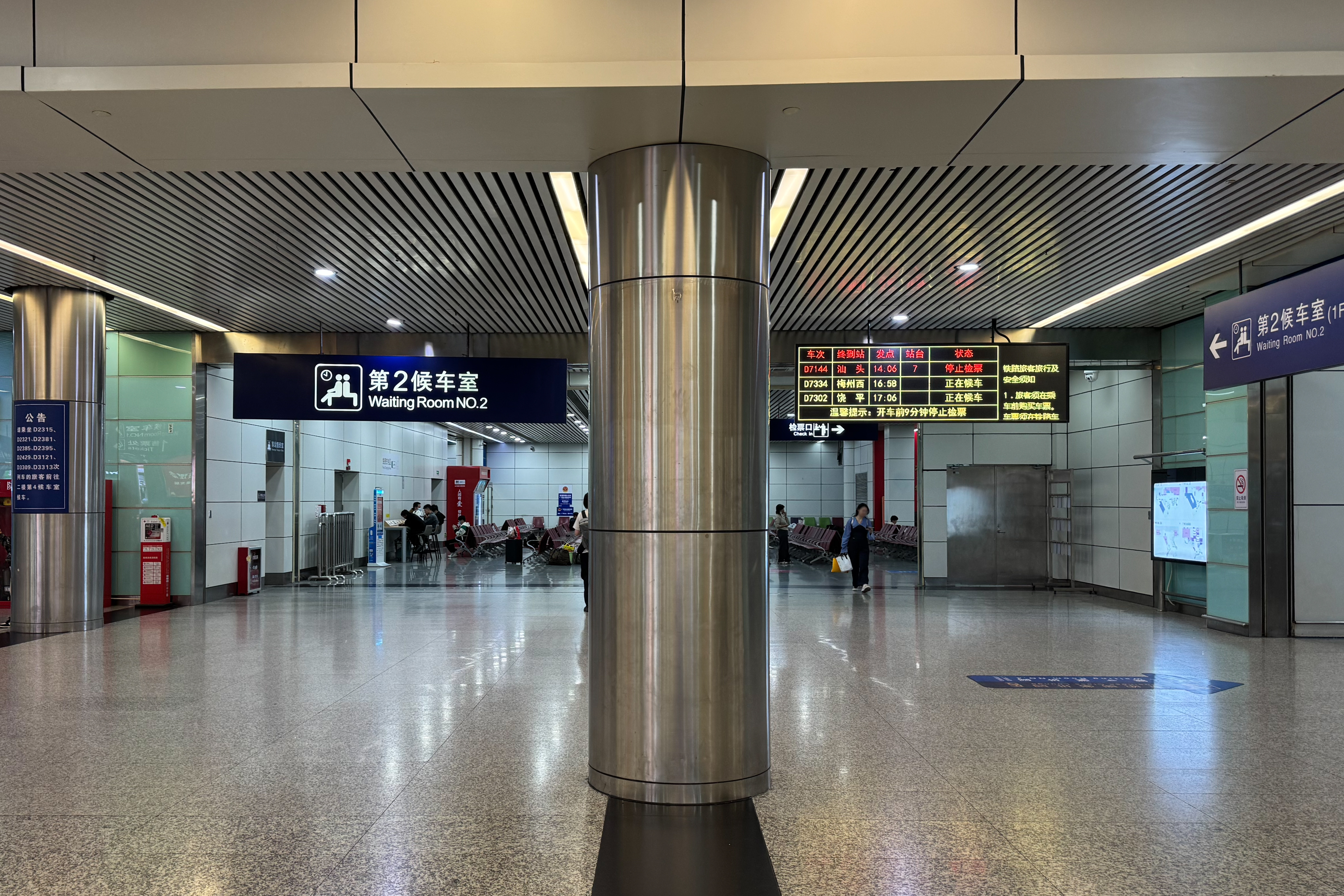
潮汕候车室入口
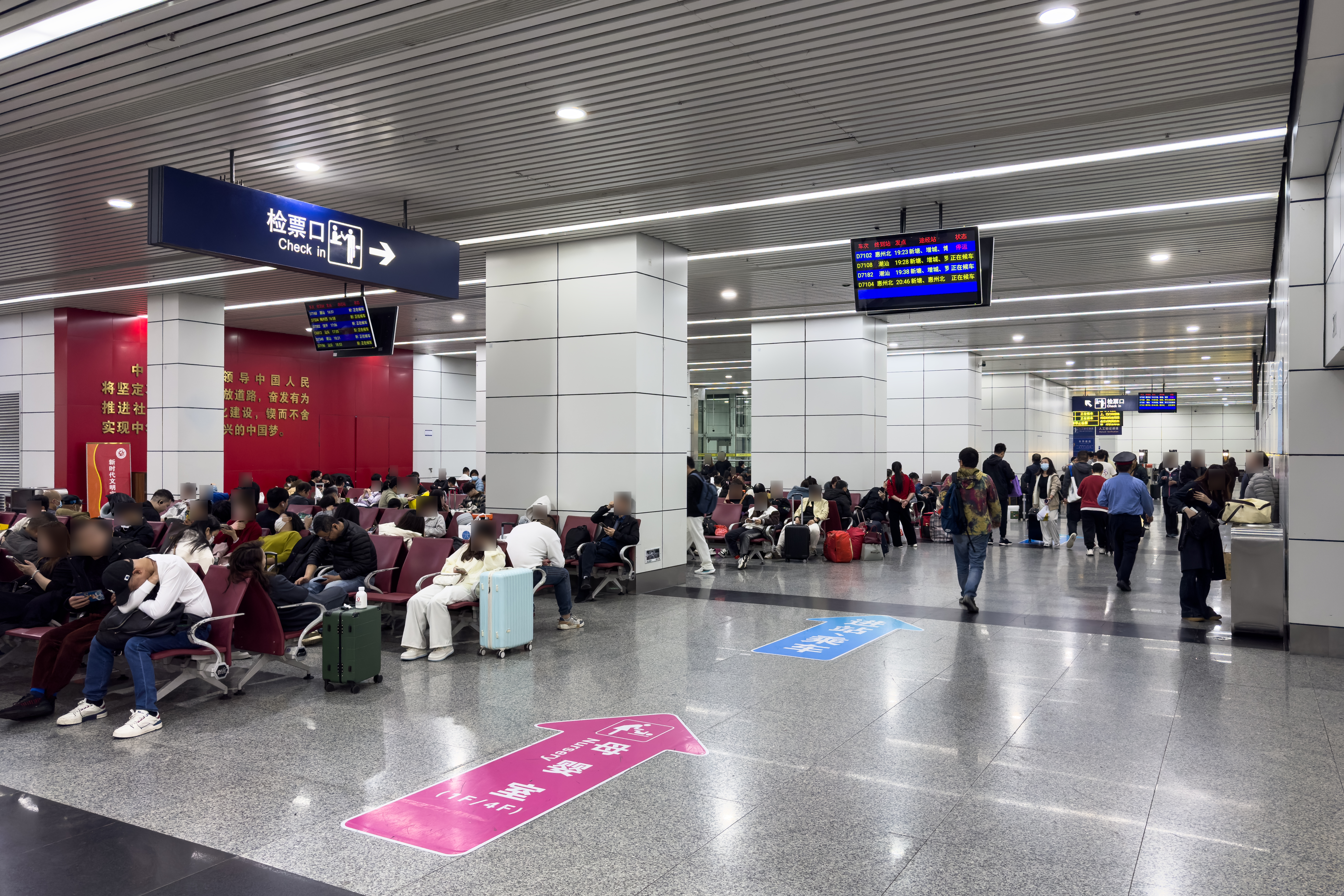
潮汕候车室
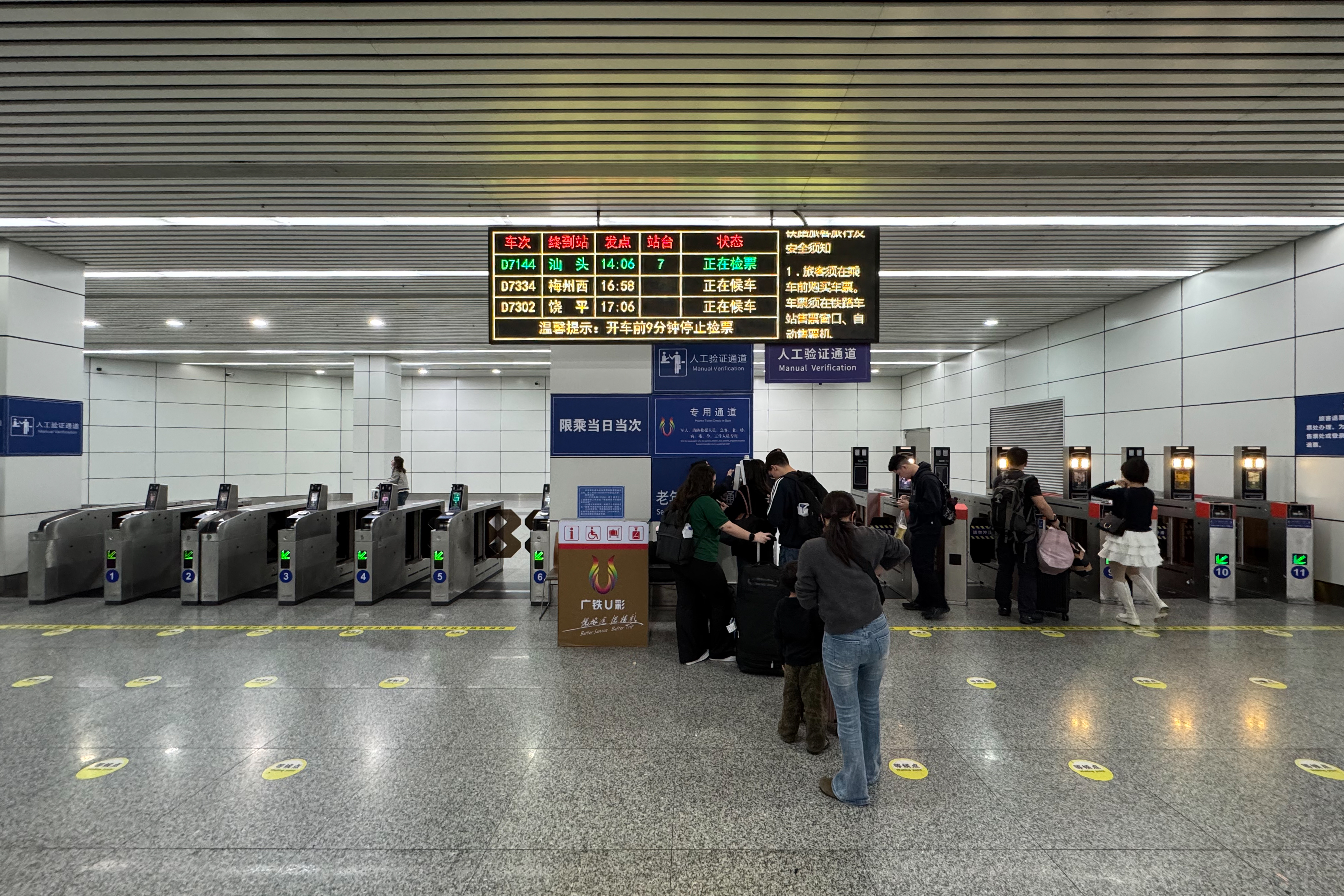
潮汕候车室检票口
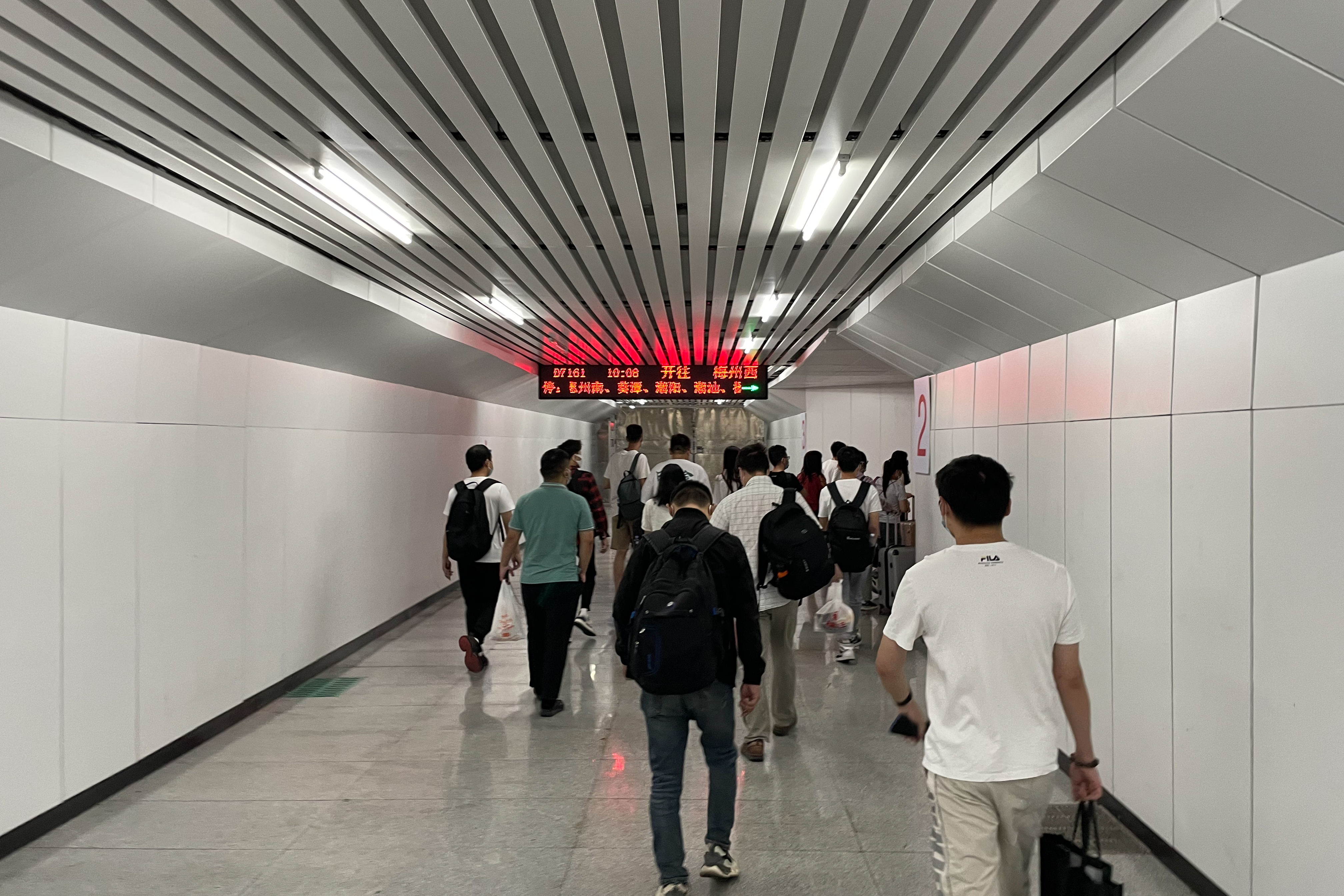
潮汕候车室进站地道

### 第四候车室（长途候车室）
长途列车候车大厅旅客售票厅位于站房中部首层及二、三层，共设售票窗口68个，总面积达4768平方米。第四候车室位于车站四层、横跨1-4站台的西侧。候车室总面积8066平方米，共设有4个候车区，31个检票口，可同时容纳7776人候车。候车室东侧的进站通道则通过天桥连接9-12站台。
第四候车室旁原设有商务候车室。2019年，商务候车室和商铺的部分空间改造为穗深城际专用的候车区和爱心候车室。2023年开行始发往香港西九龙站的列车后，穗深城际候车区改为香港西九龙候车区。

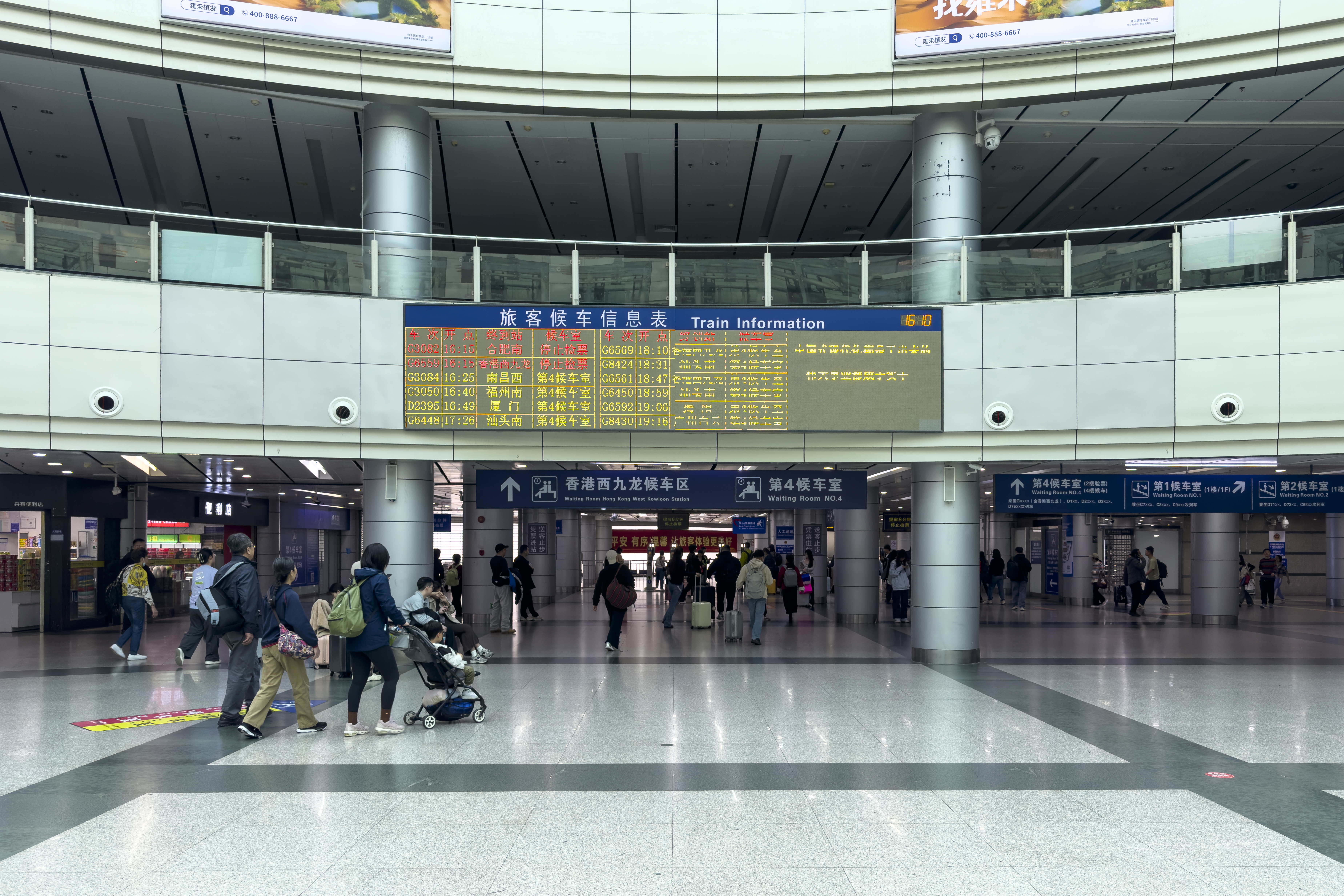
二层的第四候车室进站口
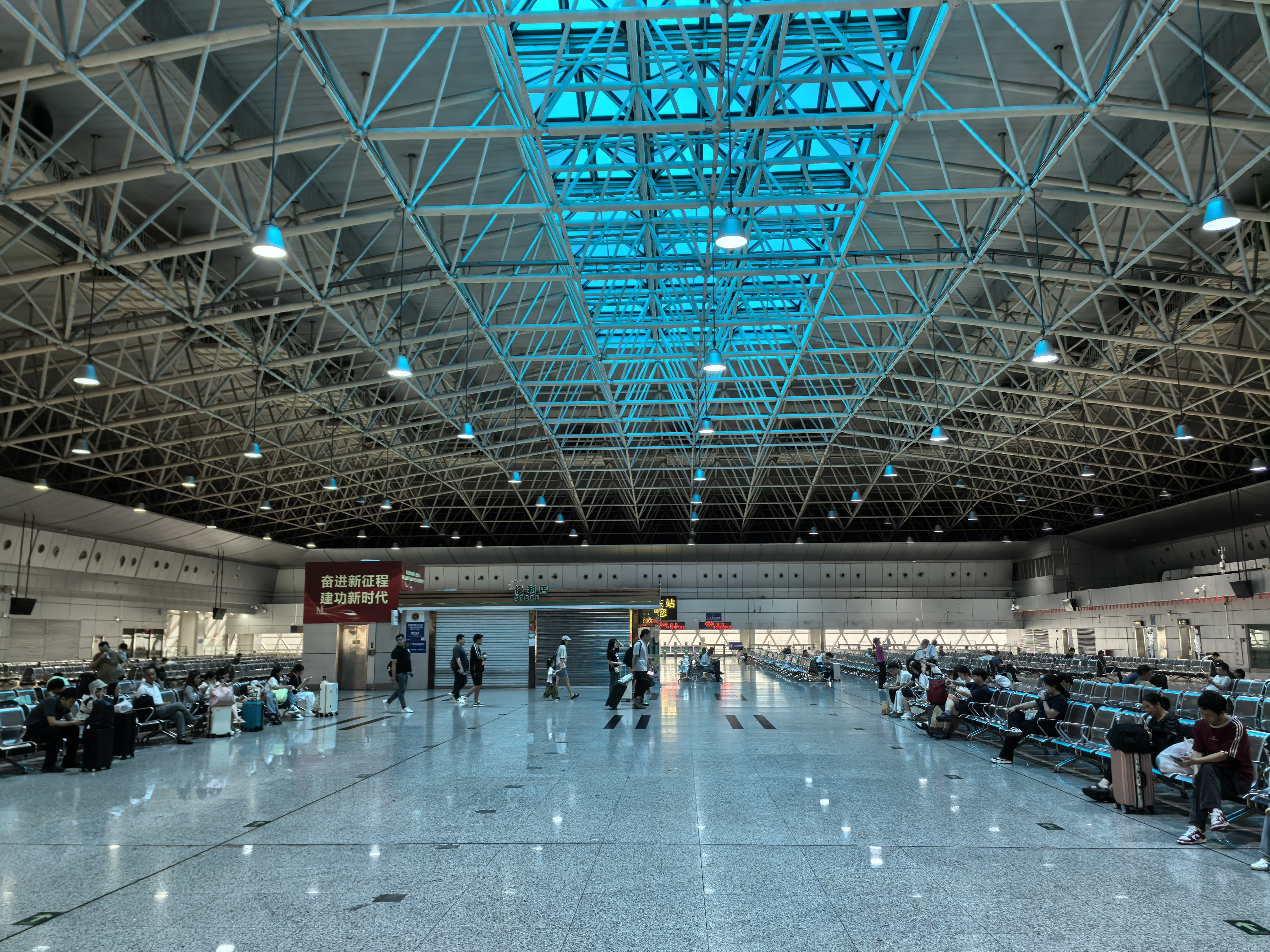
第四候车室内部
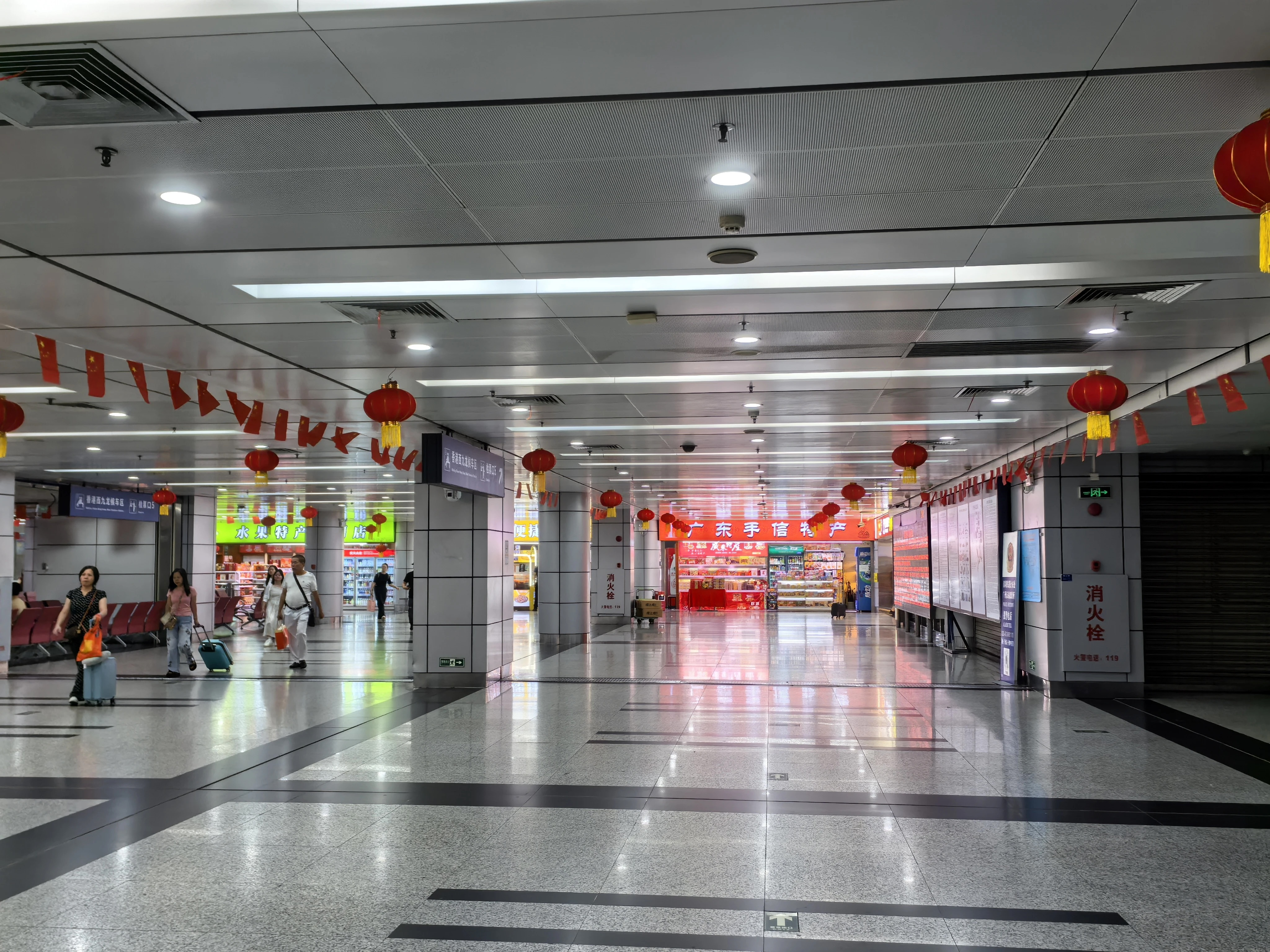
第四候车室与香港西九龙候车区间通道
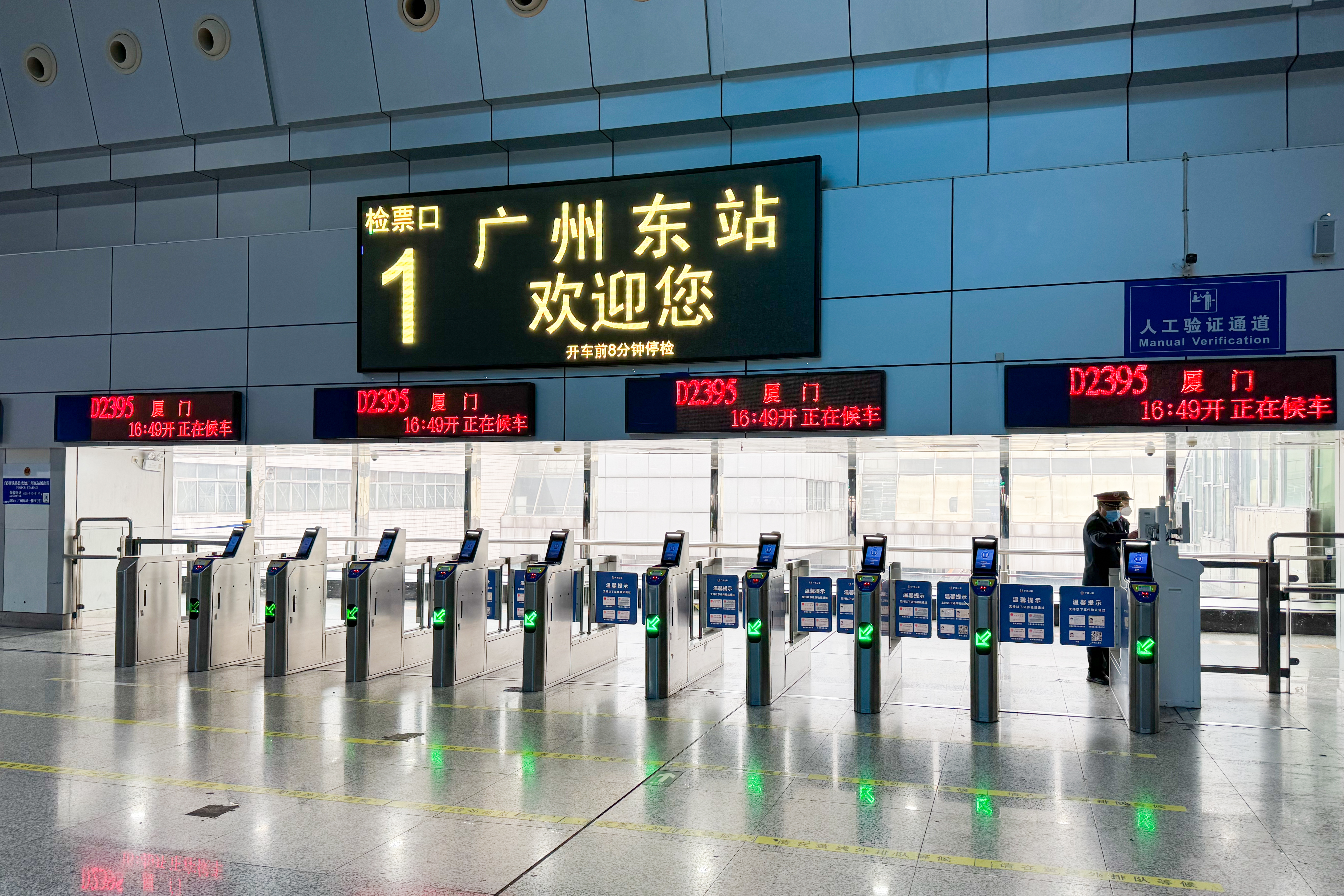
第四候车室检票口1

### 第三候车室（广九候车室）
广州东站广九直通车联检候车大厅位于车站四层，横跨1-4站台的东侧，面积为9742平方米。
直通车候车厅分东西两个大厅，东大厅为出境大厅，西大厅为入境大厅，设有广州铁路口岸，是中國大陸客流量最大的鐵路邊境口岸。該口岸僅能通過鐵路方式接通前往香港的紅磡管制站。根據統計，2016年經廣州鐵路口岸出入境的人次為約337萬人次，為中國大陸鐵路口岸客流量之首。
廣州鐵路口岸的通關時間是每一趟廣九直通車發車前的45分鐘，并於發車前10分鐘停止通關。口岸内除正常的办理柜台外，还配有9条自助通道，出境大厅可同时容纳420人候车，并设有免税店。广九直通车候车厅通往为广九直通车专属的3号站台，并有职工通道通往2站台和5站台。2023年1月，深圳免税集团中标广州东站出境免税店经营权。
1996年9月28日因廣九直通車的北面终点由广州站迁往位于天河区的广州东站，经铁道部批准，于廣州東站内设广州铁路口岸，廣州鐵路口岸負責處理乘坐廣九直通車的出入境旅客。
2003年9月1日至2003年10月1日期間，京九、滬九直通列車旅客及其行李物品辦理出入境手續程序，由原來的東莞常平铁路口岸辦理改為在列車運行在廣深區間时辦理出入境手續。廣州鐵路口岸的广州出入境边防检查总站天河边检站、天河出入境檢驗檢疫局等出入境查驗單位人員會在廣州東站及深圳站上下車，在廣深線運行途中為旅客辦理手續。2003年10月1日起，北京西站以及上海站出入境大堂啟用，乘客只需在始發站及終到站辦理出入境手續，於9月開始執行的過渡性方案取消，廣州鐵路口岸人員不再負責處理京九、 滬九直通列車旅客出入境事務。
2024年7月5日，国务院批准关闭北京西站、上海站、广州、东莞等4个内地与香港跨境普速列车（城际直通车）铁路口岸。位于广州东站的广州铁路口岸于2024年7月31日由海关总署正式公告关闭。

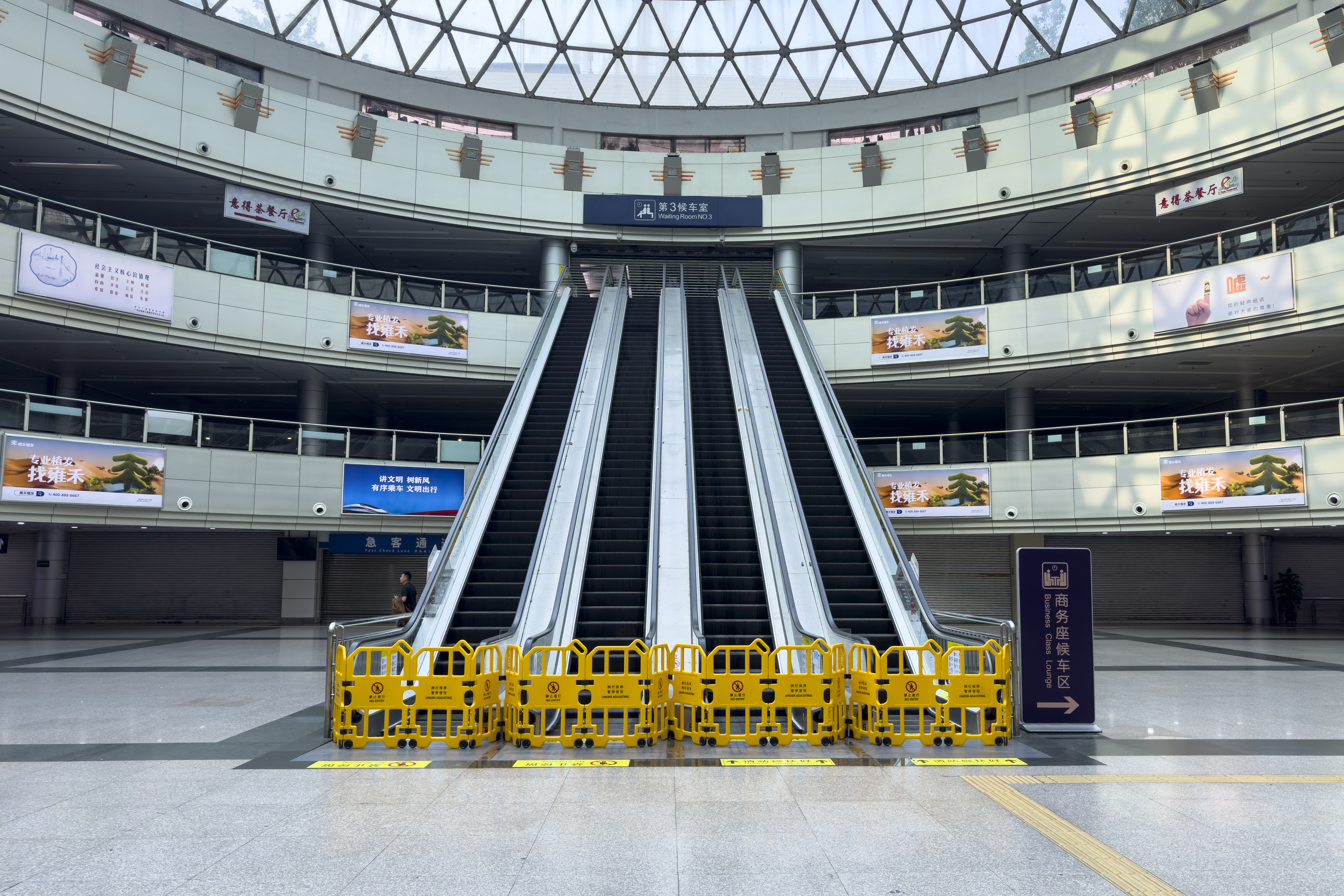
通往广九直通车候车室的自动扶梯
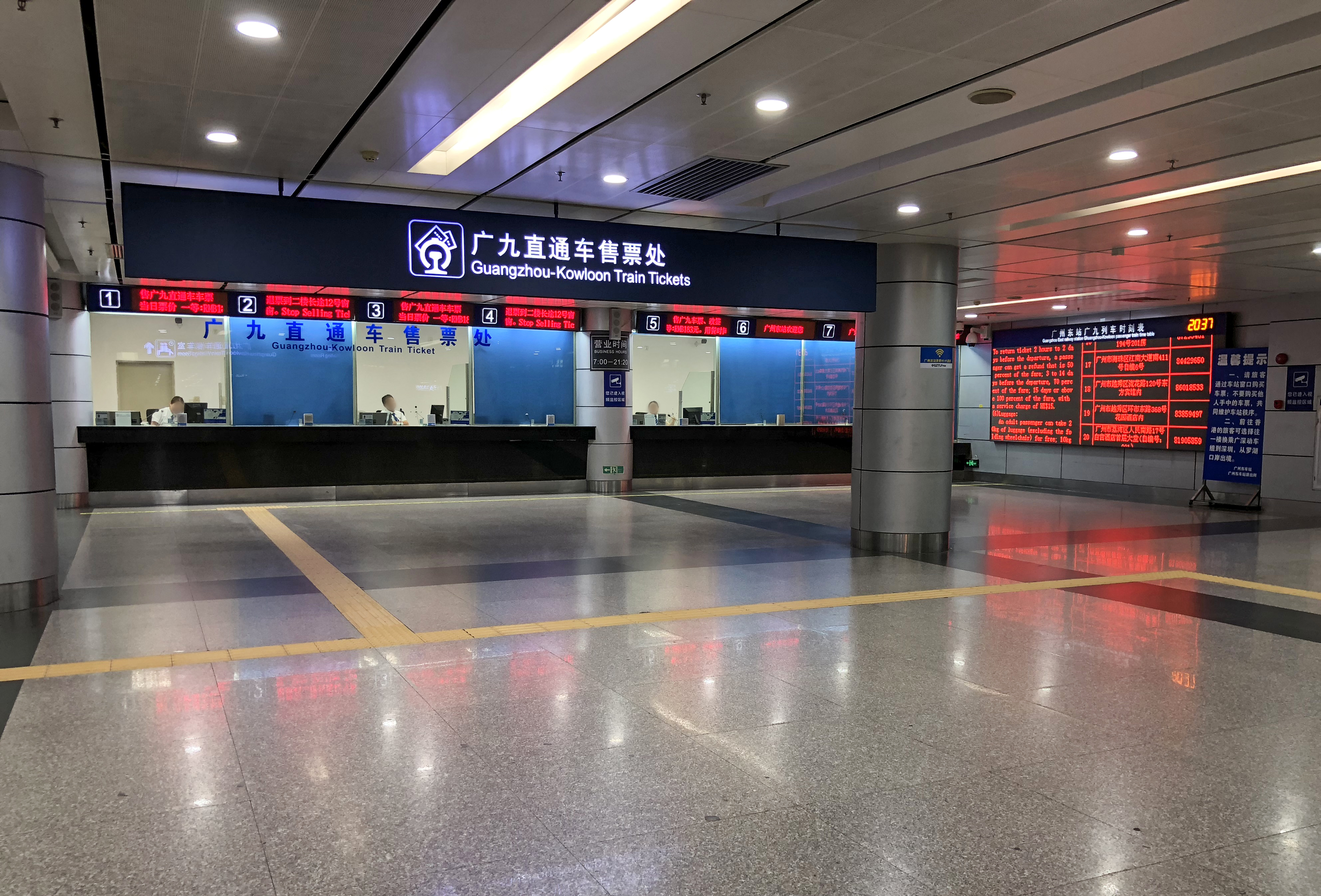
广九直通车售票厅
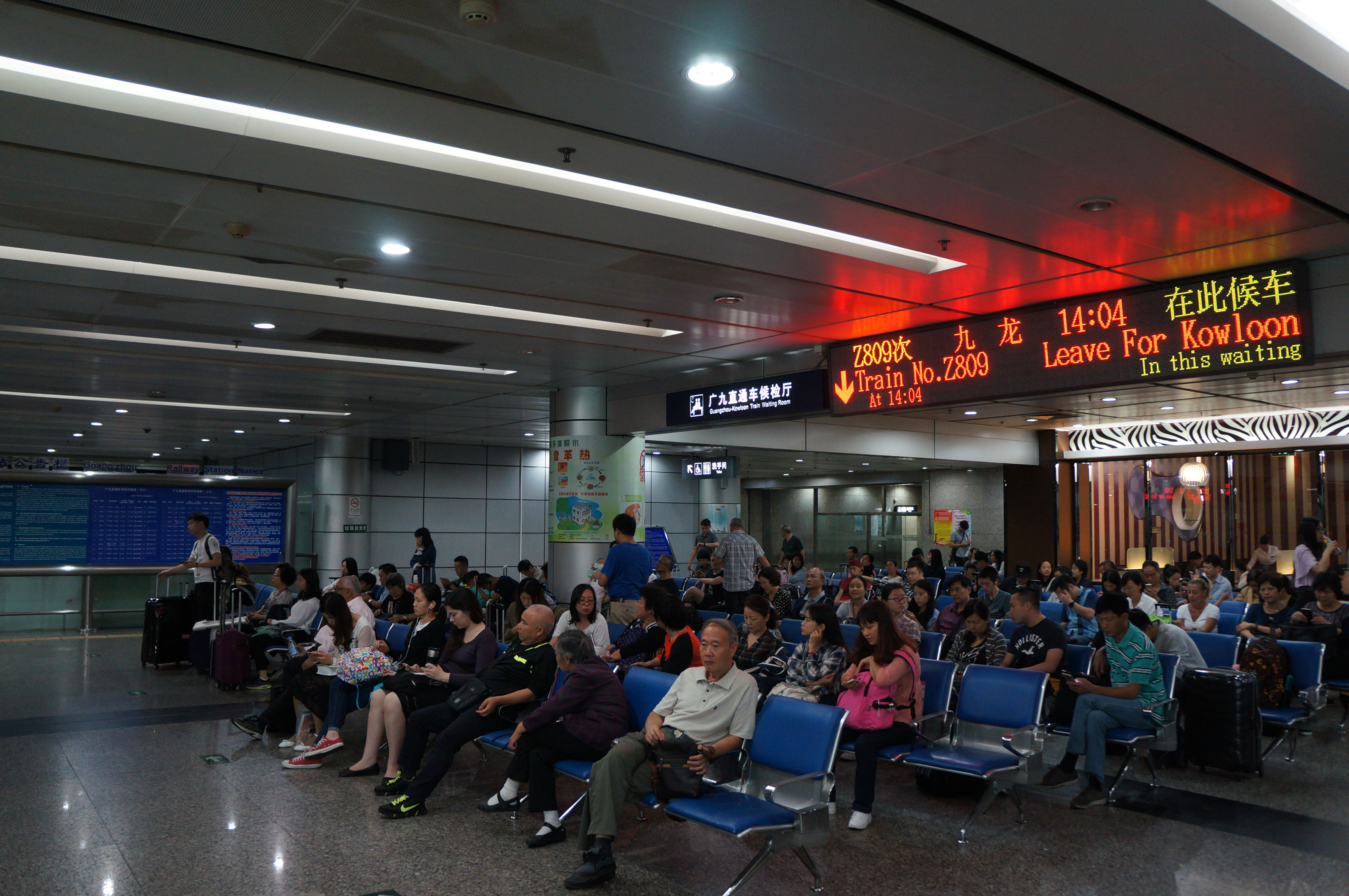
广九直通车出境前的候检室
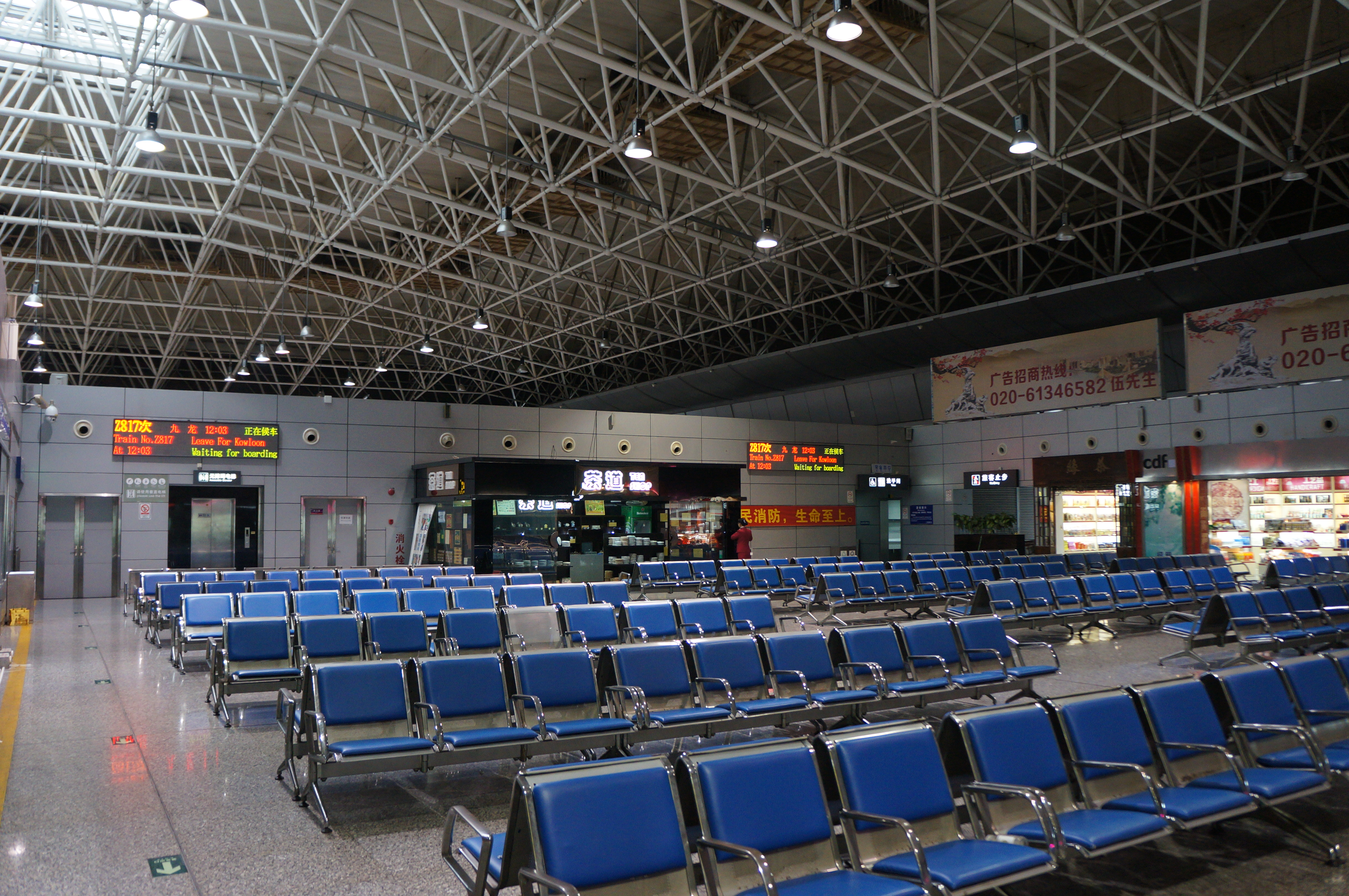
清关后的广九直通车候车室，位于东高架候车室的东侧

## 站线布置
广州东站设有16条股道和7座旅客站台（12条旅客列车到发线）。原则上，车站1-3站台办理广深铁路、京广铁路长途列车到发，4-5站台（原3站台）办理广九直通车到发（现时办理广深和谐号列车到发），6-8站台（原4-5站台）办理广深和谐号列车到发，9-12站台（原6-7站台）办理京九铁路方向长途列车到发。
原2（现2-3站台）进行加高改造后，广深城际动车组列车和厦深铁路方向的动车组列车亦可使用1-3站台到发；穗深城际铁路及广汕铁路的G字头列车则主要使用11-12站台到发。
车站东咽喉设有6条股道，自北向南分别为广深铁路Ⅲ线、Ⅳ线（广深铁路普速）、Ⅰ线、Ⅱ线（广深铁路城际）、客Ⅰ线和客Ⅱ线（石牌客整所出入库线）。
| 11道     | 广深Ⅲ线 下行通过列车    |
| 9道      | 广深Ⅳ线 上行通过列车    |
| 12站台   | 广深铁路列车            |
| 岛式站台 |                         |
| 11站台   | 广深铁路列车            |
| 10站台   | 广深Ⅲ线正线             |
| 岛式站台 |                         |
| 9站台    | 广深Ⅳ线正线             |
| Ⅰ道      | 广深Ⅰ线正线             |
| 8站台    | 广深Ⅱ线正线             |
| 岛式站台 |                         |
| 7站台    | 广深和谐号列车 深圳方向 |
| 岛式站台 |                         |
| 6站台    | 广深和谐号列车 深圳方向 |
| 5站台    | 广深和谐号列车 深圳方向 |
| 岛式站台 |                         |
| 4站台    | 广深和谐号列车 深圳方向 |
| 3站台    | 广深铁路列车            |
| 岛式站台 |                         |
| 2站台    | 广深铁路列车            |
| 18道     | 机走线                  |
| 1站台    | 广深铁路列车            |
| 侧式站台 |                         |
| 主站房   | 售票处、进站口、出站口  |

## 货场
广州东站货场位于广园东路1814号（广州大道北西侧）。货场面积11.3万平方米。

## 运用状况
广州东站主要接发广深铁路广深动车组列车（C字头列车）和从厦深铁路、赣深客运专线、广汕铁路、京广铁路和京广高铁等经由至本站到发的D字头、G字头列车。截至2025年7月1日全国铁路季度调图，本站共开行营业列车363列。
目前，广深动车组列车大部分列车均会停靠本站，而在广州一端的终点站有大部分车次在本站始发终到。2014年12月起，本站开行从厦深铁路经由至广深铁路的D字头动车组列车。2022年1月15日起，为配合赣深高铁及联络线通车及铁路调图，本站首次开行G字头的高速动车组列车，2023年1月15日起增开前往香港西九龍站的G字头列车，随后的9月26日广汕高铁开通亦开行数趟G字头列车。2025年7月1日调图后，本站增开12列往返福田站（含终到与经停）方向列车。
广州东站曾接发数趟从京广铁路、京九铁路经由至广深铁路的普速列车，主要由广九客运段担当。随着计划承接大量普速客车的广州白云站在2023年12月26日启用，广州东站自2024年1月10日全國鐵路調整運行圖起，不再办理大部分普速列车业务。自2025年1月10日全國鐵路調整運行圖起，不再办理普速列车及京广既有线动力集中型动车组业务。
2020年前，来往香港红磡站的广九直通车，以及京九直通车、沪九直通车均会在本站停靠，除广九直通车外，京九及沪九仅会办理内地段列车的客运业务，而进入香港的直通车则只在本站稍作停留並等候指定10辆韶山8型電力機車連掛，不会在本站讓乘客上下车，上述列车因2019冠状病毒病疫情原因，京九和沪九直通车仅办理内地段列车的客运业务，广九直通车则暂停服务至今。
2016年，因广佛肇城际铁路及与广茂铁路配套的三眼桥联络线开通，本站开始接发至贵广客运专线、南广铁路的过路長途動車組。2023年10月为配合廣茂鐵路廣州至佛山段封閉以便改建為广湛高铁的正線，上述列车亦已停開。
2019年，本站开始接发穗深城际铁路列车；惟2024年6月15日起，为配合该线即将移交地方运营，穗深城际不再直通广深铁路至广州东站。

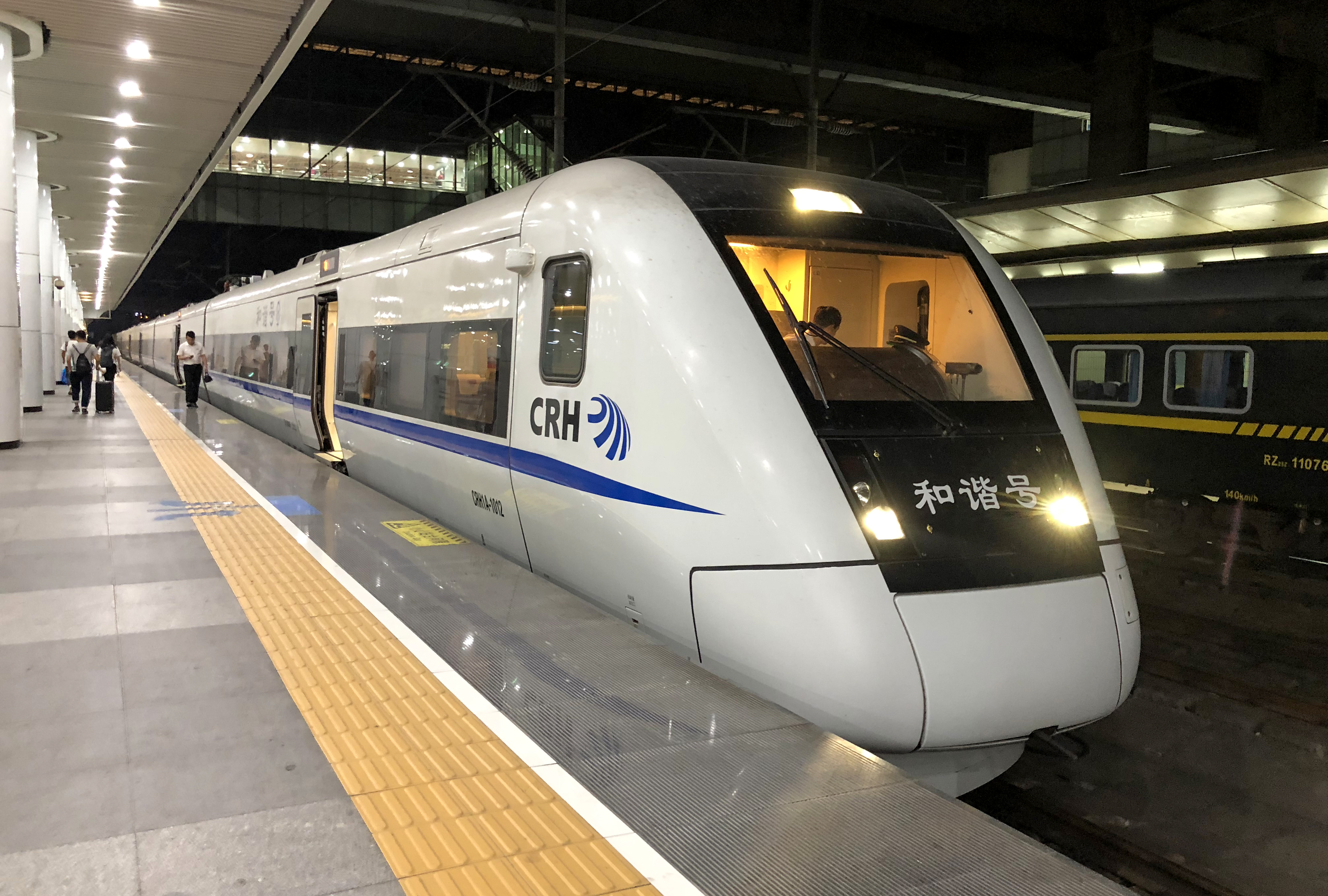
停靠在1号站台的一列CRH1A型电力动车组
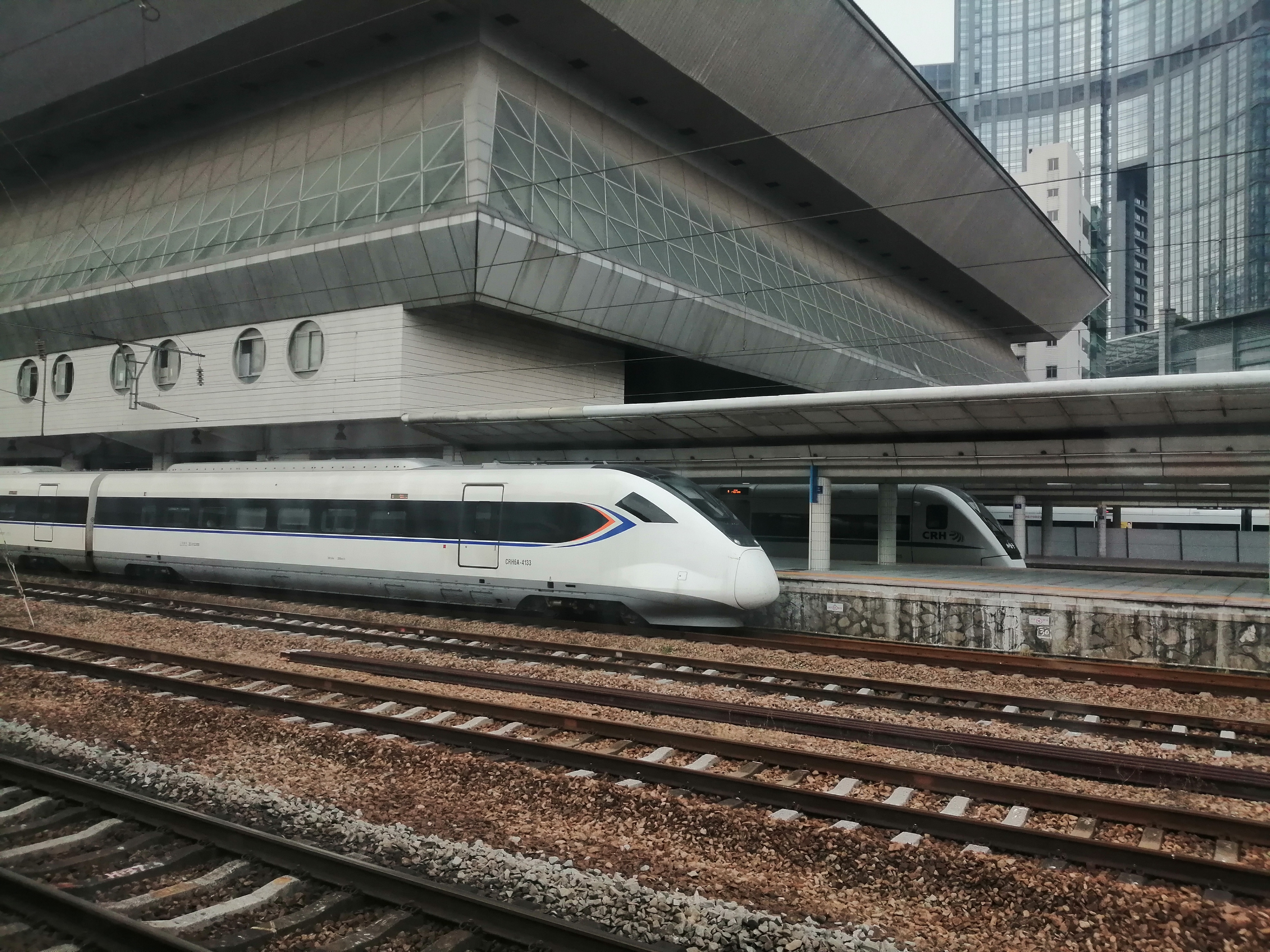
两列广深和谐号停靠在4站台
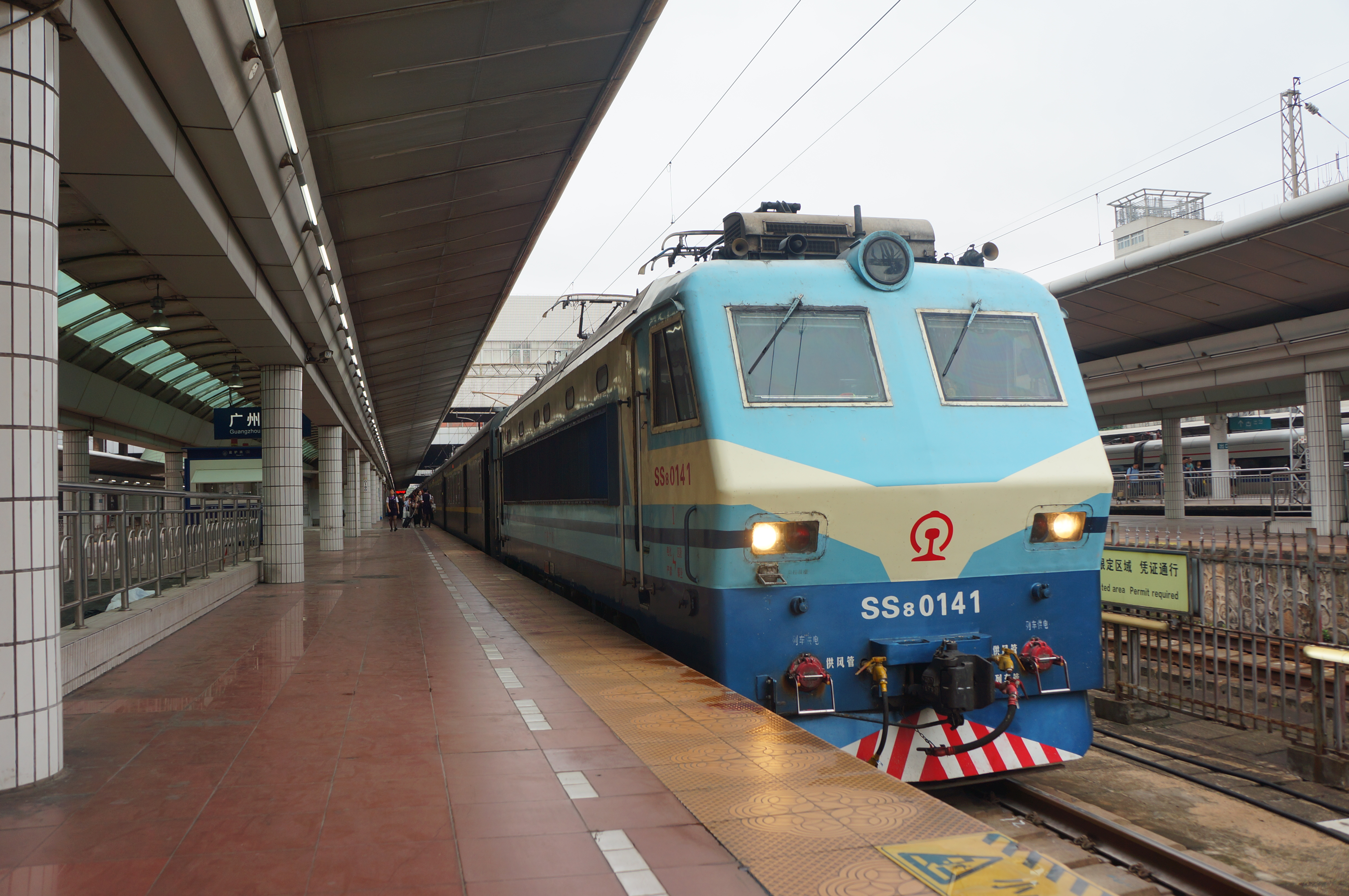
停靠在口岸限定區域内3号站台的一列广九直通车
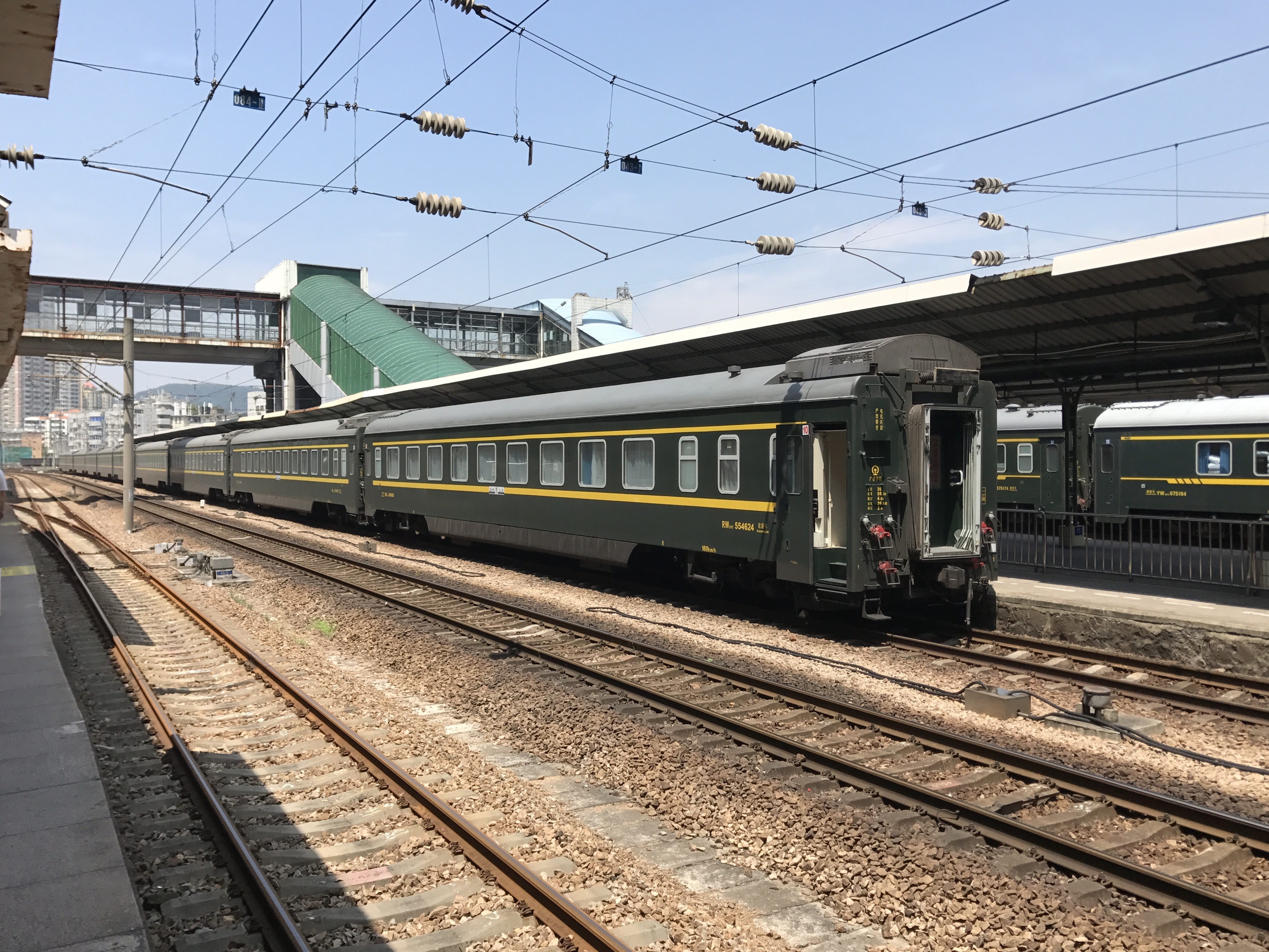
前往香港红磡的长途直通车到达广州东站后需进行编组：境内回转车回送至石牌客車整备所整备，出境车厢则在站台等候SS8機車连挂。图为Z97次列车的出境车站在6站台等候
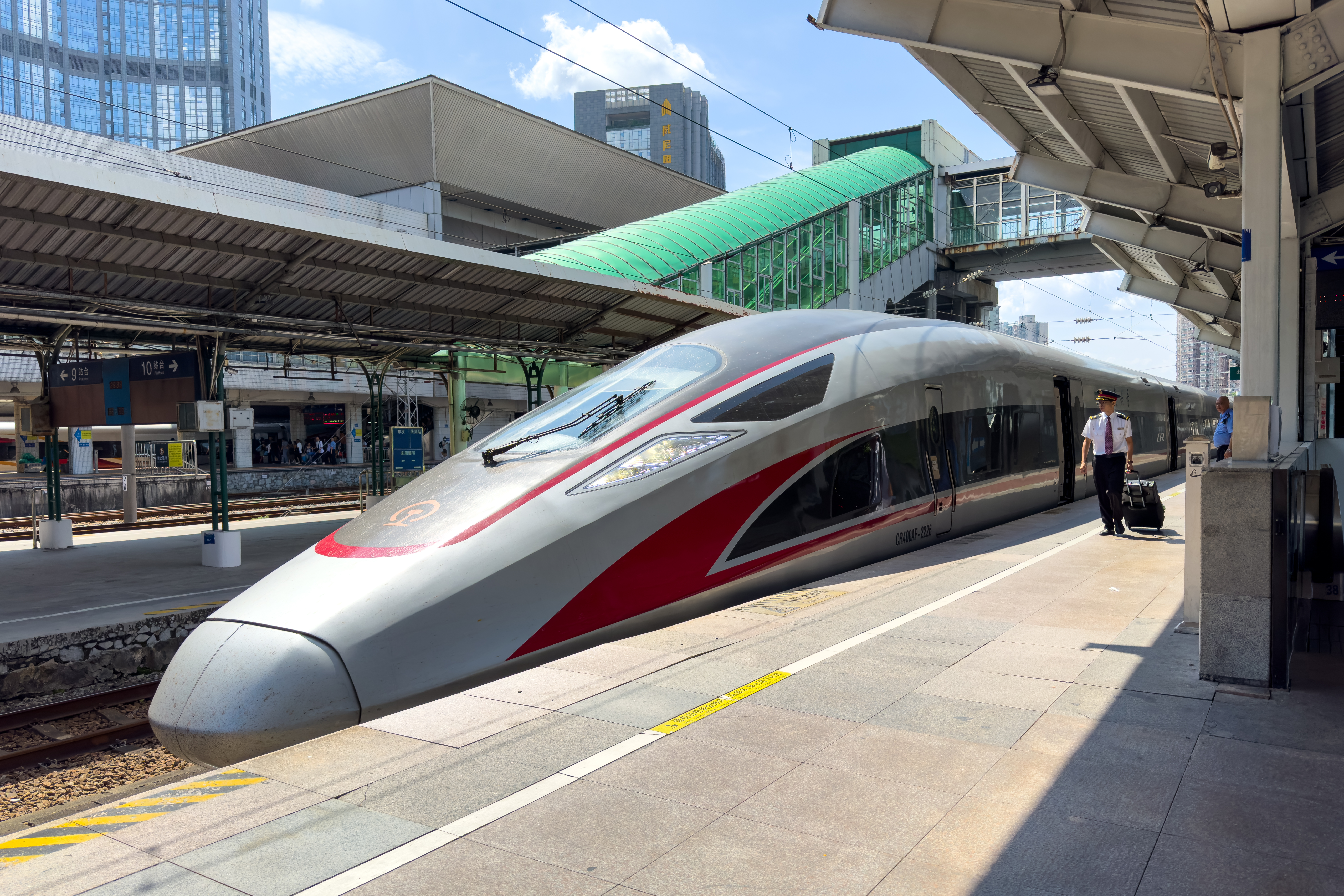
执行G8446次“环线高铁”的复兴号CR400AF型列车停靠在11站台

## 未来发展
根据广州铁路枢纽规划，未来枢纽内普速客车将集中至广州白云站办理，广州东站不再办理除广九直通车以外的普速客车始发终到作业:73。广州东站将配合广州东站至新塘站五六线工程进行改造，车站按照“地面+地下贯通车场”双层车场方案改建，改造后广州东站车场总规模14台24线，其中地面场8台14线、地下场6台10线，站房结合站场双层布局改建后设南北侧式站房、高架候车室等:37。
地面车场按线路别合场布置，广汕场正线西端与既有广深Ⅰ、Ⅱ线，东端与新建广州东至新塘Ⅴ、Ⅵ线贯通，广深Ⅲ、Ⅳ线车场正线在站内接轨广汕场，两车场站内正线均采用外包形式布置。两车场间设动走线2条。地面场与地下场重合范围以地下场立柱（柱径2m）、站台宽度为准，上下对齐，正线、到发线结构限界分别为2.44m、2.15m，并考虑适当的施工偏差，广州东站到发线与到发线间距为6.5m，正线与到发线间距为7.0m。设站台8座，其中450m岛式站台6座，450m侧式站台1座，550m侧式站台1座用于停靠普客列车；根据设计时速，站内均采用12号道岔:46—47。
地下车场正线按照西端与规划广州至广州东III、IV线，东端与广深I、II线贯通布置，并在车站西端咽喉同步实施规划广州至广州东III、IV线盾构接收井。地下车场在东端广深I、II线南侧设动走线1条。地下车场站台及其两侧范围内股道及站台均与地面车场重叠布置。结合动走线从南侧引入和车站大量东向始发立折车开行的特点，正线偏北侧布置，下行场设到发线2条，上行场设到发线6条，车站咽喉两端各设1组小八字渡线，站内均采用12号道岔，设450m侧式站台2座，岛式站台4座:47。
2020年6月8日，廣州市城市規劃勘測設計研究院中標廣州東站改造概念方案，將按照公共交通導向型開發模式去設計。2025年6月，广州东站改造与新塘五六线工程可行性报告获批复。同年7月，广深公司、广州市政府和广铁集团签订广州东站改造项目合作协议，三方将出资成立项目公司。

## 公共交通

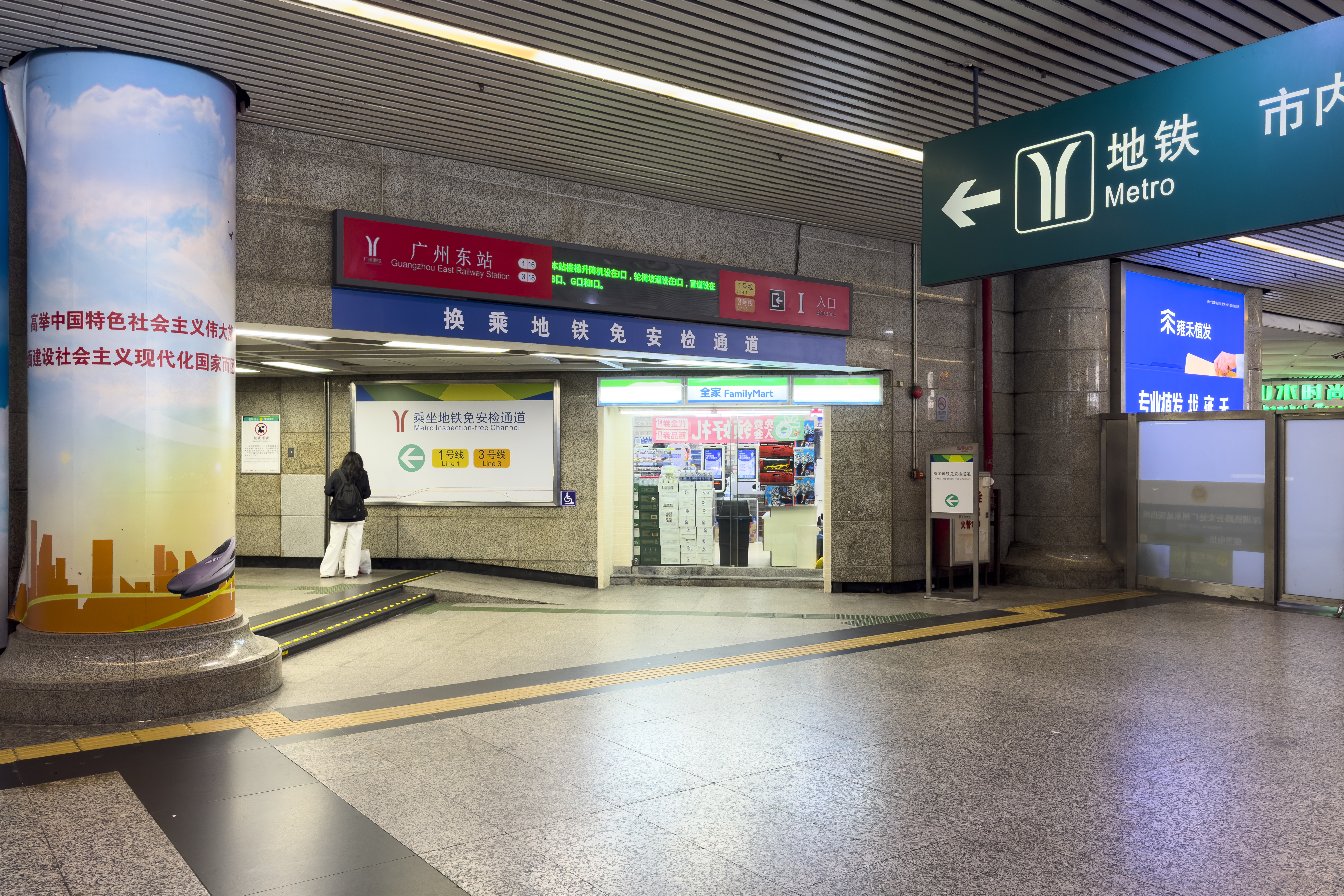
设于广州东站长途车到达口旁的地铁广州东站I入口

### 公共汽車
广州东站公共汽車总站位於火车东站南面，旅客可乘坐巴士前往广州市内各地。另外，位于车站西南侧的林和西路，亦设有广州火车东站的公共汽車中途车站，仅停靠旅游公交3线往琶洲石基村方向的公共汽车。
| 编号 | 编号       | 线路               | 线路 | 线路                 | 收费  | 运营商   | 备注                                        |
| ---- | ---------- | ------------------ | ---- | -------------------- | ----- | -------- | ------------------------------------------- |
|      | 11         | 大元帅府           | ⇆    | 广州火车东站         | 2元   | 一汽二分 |                                             |
|      | 41         | 广州火车东站       | ⇆    | 汇景北路             | 2元   | 一汽二分 |                                             |
|      | 45         | 小洲               | ⇆    | 广州火车东站         | 2元   | 一汽三分 |                                             |
|      | 122        | 丽江花园           | ⇆    | 广州火车东站         | 2元   | 巴士一分 | 不经丽江路口                                |
|      | 175        | 同德围（阳光花园） | ⇆    | 广州火车东站         | 2元   | 巴士二分 |                                             |
|      | 183        | 广州火车东站       | ⇆    | 汾水小区             | 2元   | 巴士二分 |                                             |
|      | 195        | 广州火车东站       | ⇆    | 南洲路（小洲南路口） | 2元   | 巴士一分 |                                             |
|      | 209        | 坦尾（柏悦湾）     | ⇆    | 广州火车东站         | 2元   | 巴士三分 |                                             |
|      | 214        | 广州火车东站       | ⇆    | 新塘                 | 3元   | 巴士四分 |                                             |
|      | 233        | 滘口客运站         | ⇆    | 广州火车东站         | 2元   | 巴士二分 |                                             |
|      | 263        | 广州火车东站       | ⇆    | 盈丰路               | 2元   | 珍宝巴士 |                                             |
|      | 280        | 凰岗（锦东服装城） | ⇆    | 广州火车东站         | 3元   | 巴士二分 |                                             |
|      | 广283      | 广州火车东站       | ⇆    | （佛山）万科四季花城 | 3元   | 二巴一分 |                                             |
|      | 302        | 番禺市桥汽车站     | ⇆    | 广州火车东站         | 3–4元 | 番广客运 |                                             |
|      | 302A       | 雅居乐（剑桥郡）   | ⇆    | 广州火车东站         | 3元   | 番广客运 |                                             |
|      | 508        | 广州火车东站       | ⇆    | 家和天曜             | 2元   | 巴士四分 |                                             |
|      | 810        | 广州火车东站       | ⇆    | 白云高尔夫花园       | 3元   | 新穗巴士 |                                             |
|      | 841        | 广州火车东站       | ⇆    | 石井（滘心村）       | 3元   | 二巴一分 |                                             |
|      | 884        | 天健创意园         | ↺    | 天河客運站           | 2元   | 二巴二分 |                                             |
|      | B17        | 广州火车东站       | ⇆    | 石化路               | 2元   | 二巴二分 |                                             |
|      | B19        | 广州火车东站       | ⇆    | 杨桃公园（美林湖畔） | 2元   | 一汽二分 |                                             |
|      | B20        | 广州火车东站       | ⇆    | 天河儿童公园北门     | 2元   | 巴士三分 |                                             |
|      | 夜15       | 同德围（横滘村）   | ⇆    | 广州火车东站         | 3元   | 一汽一分 | 71路附属线路                                |
|      | 夜17       | 珠村               | ⇆    | 广州火车东站         | 3元   | 巴士二分 | B20路附属线路                               |
|      | 夜28       | 丽江花园           | ⇆    | 广州火车东站         | 3元   | 巴士一分 | 经丽江路口 122路附属线路                    |
|      | 夜74       | 广州火车东站       | ⇆    | 太和（沙亭岗村）     | 4元   | 二巴二分 | 504路附属线路                               |
|      | 夜77       | 广州白云站公交总站 | ⇆    | 广州火车东站         | 3元   | 新穗巴士 | 810路附属线路 20–30分/班                    |
|      | 夜78       | 广州火车东站       | ⇆    | 中山八路             | 3元   | 巴士电车 | 107路附属线路，使用无轨电车或纯电动汽车运营 |
|      | 高峰快线24 | 港湾一村           | ⇆    | 广州火车东站         | 2元   | 珍宝巴士 | 506路附属线路                               |

| 编号 | 编号   | 线路                   | 线路 | 线路                 | 收费 | 运营商   | 备注 |
| ---- | ------ | ---------------------- | ---- | -------------------- | ---- | -------- | ---- |
|      | 27     | 东莞庄                 | ⇆    | 广卫路               | 2元  | 一汽二分 |      |
|      | 32     | 黄石路                 | ⇆    | 华工大               | 2元  | 一汽一分 |      |
|      | 39     | 天河公交场             | ⇆    | 龙洞（广东金融学院） | 2元  | 一汽二分 |      |
|      | 298    | 夏茅                   | ⇆    | 华景新城             | 2元  | 珍宝巴士 |      |
|      | 508    | 广州火车东站           | ⇆    | 家和天曜             | 2元  | 巴士四分 |      |
|      | 560    | 广州大道北（南湖山庄） | ⇆    | 华景新城（翰景路）   | 2元  | 巴士二分 |      |
|      | 776    | 广州东站汽车站         | ⇆    | 科学城路口           | 2元  | 新穗巴士 |      |
|      | B6快线 | 同和路（藍山花園）     | ⇆    | 匯彩路               | 2元  | 巴士三分 |      |
|      | B18    | 永泰集贤路             | ⇆    | 匯彩路               | 2元  | 二巴二分 |      |

### 长途汽车
广州东站汽车客运站位于铁路车站西北侧，于2008年1月正式投入营运，开通了往深圳、东莞、中山、珠海、佛山、清远、江门、增城、花都等方向的直达班车。
由广州东站往东站汽车客运站还需通过一段下穿广深铁路轨道的隧道才能到达。

## 参見
- 广州站
- 广州南站
- 广州西站
- 广州北站
- 广州白云站